# Liste von Burgen und Schlössern in Schwaben (Bayern)
Die Liste von Burgen und Schlössern in Bayern/Regierungsbezirk Schwaben ist ein Verzeichnis von historischen Orten, wie Burgen, Schlössern, Herrensitzen, Festungen, Motten, Burgställen und Wehrkirchen auf dem Territorium des heutigen Regierungsbezirks Schwaben, aufgeteilt in kreisfreie Städte und Landkreise. Es gibt weitere Listen für die Regierungsbezirke Oberbayern, Niederbayern, Oberpfalz, Oberfranken, Mittelfranken und Unterfranken. Nicht aufgeführt sind Zier- und Nachbauten, die nie als Wohngebäude oder zur Verteidigung genutzt wurden.

## Regierungsbezirk Schwaben

### Augsburg
| Name                             | Ort                            | Typ                   | Entstehungszeit              | Erhaltungszustand und heutige Nutzung | Bild |
| -------------------------------- | ------------------------------ | --------------------- | ---------------------------- | --- | ---- |
| Fuggerhäuser                     | Augsburg                       | Herrensitz            | 1512–1515                    | Erbaut als Residenz der Familie Fugger. Ab 1517 erweitert. Privatbesitz der Familie Fugger-Babenhausen. |      |
| Fugger-Schlösschen Göggingen     | Augsburg-Göggingen             | Schloss               | 1512–1515                    | 1495 von der Familie Fugger erworben und umgebaut. In Familienbesitz bis 1656; seit 1866 im Besitz des Adelsgeschlechtes Stetten; seit 1939 im Besitz der Gemeinde Göggingen (heute Augsburg); seit 1972 Stadtteilbibliothek. |      |
| Fürstbischöfliche Residenz       | Augsburg                       | Residenz              | Mitte 18. Jahrhundert        | Vorgängerbauten aus der Zeit des Mittelalters. 1743/1752 zum Barockschloss ausgebaut. Seit 1817 Sitz der Bezirksregierung von Schwaben.                                                                                       |      |
| Gut Bannacker                    | Augsburg-Bergheim              | Herrensitz            | vor 1237                     | Herrenhaus und Kapelle erhalten, Privatbesitz. |      |
| Schaezlerpalais                  | Augsburg                       | Schloss               | 1499                         | Ab 1765 durch einen Neubau im Stil des Rokoko ersetzt. Seit 1951 städtische Kunstsammlungen. |      |
| Schloss Pfersee                  | Augsburg-Pfersee               | Schloss               | Kern vor dem 13. Jahrhundert | Grundlegender Um- und Ausbau im Jahre 1579. 1882 von der damals noch selbstständigen Gemeinde Pfersee erworben. |      |
| Abschnittsbefestigung Spitalwald | Augsburg-Bergheim-„Spitalwald“ | Abschnittsbefestigung | Bronzezeitlich               | Abgegangen, Wälle und Graben erhalten |      |
| Schloss Wellenburg               | Augsburg-Bergheim              | Schloss               | 12. Jahrhundert              | bis 1507 mehrmals zerstört und neuerrichtet. 1513 zum Lustschloss erweitert. 1857/1858 Um- und Ausbau im Stil der Neugotik. Privatbesitz der Familie Fugger-Babenhausen.                                                      |      |

### Kaufbeuren
| Name        | Ort                   | Typ  | Entstehungszeit | Erhaltungszustand und heutige Nutzung                                                                        | Bild |
| ----------- | --------------------- | ---- | --------------- | --- | ---- |
| Burg Kemnat | Kaufbeuren-Großkemnat | Burg | 1185            | 1804 zum großen Teil abgebrochen. Bergfried und Teile der Ringmauer sowie Amtshaus und Burgschänke erhalten. |      |

### Kempten (Allgäu)
| Name                   | Ort                                      | Typ                         | Entstehungszeit | Erhaltungszustand und heutige Nutzung | Bild |
| ---------------------- | ---------------------------------------- | --------------------------- | --------------- | --- | ---- |
| Burghalde              | Kempten                                  | Burg, spätrömisches Kastell | um 1150         | Zunächst im Besitz der Welfen, 1191 der Staufer. 1363 zerstört, 1379 an die Reichsstadt vom Fürststift Kempten verkauft. 1488 Wiederaufbau zur Zitadelle. 1703 geschleift. Heute Freilichttheater. |      |
| Burg Hassberg          | Kempten-Haßberg                          | Niederungsburg, Wasserburg  | Mittelalterlich | Burgstall, nur der Wassergraben ist erhalten |      |
| Fürstäbtliche Residenz | Kempten                                  | Schloss                     | 752             | Gegründet als Kloster. 1213 zum Fürststift erhoben, 1803 aufgelöst. Heute von Staatsanwaltschaft sowie Amts- und Landgericht genutzt, Prunkräume zu besichtigen.                                   |      |
| Burg Kalbsangst        | Kempten (Allgäu)-Sankt Lorenz-Prestlings | Höhenburg (Spornburg)       | Mittelalterlich | Burgstall |      |
| Schlößle               | Kempten                                  | Schloss                     | 1593–1624       | 1855 Fassadenumgestaltung in neugotischem Stil, 1957 rückgängig gemacht. Wohn- und Geschäftshaus mit Ladenpassage.                                                                                 |      |
| Burg Kniebos           | Kempten (Allgäu)                         | Höhenburg                   | Mittelalterlich | Burgstall |      |
| Haubenschloß           | Kempten                                  | Schloss                     | 1601            | Überbauter Vorgängerbau aus dem Mittelalter. 1632 erweitert, 1716 und 1778 verändert, 1949 erneuert.                                                                                               |      |
| Weidachschlößle        | Kempten                                  | Schloss                     | 16. Jahrhundert | Sommersitz reichsstädtischer Patrizierfamilien. Mehrfach umgebaut erhalten, Privatbesitz. |      |
| Rotschlößle            | Kempten                                  | Schloss                     | vor 1559        | Anfänglich Patrizierwohnsitz, ab 1634 wechselnde Verwendungen. 1927 zum Wohnhaus umgebaut, seit 1986 Stadtteilbibliothek.                                                                          |      |

- Große Anzahl von Burgställen, beidseitig an den Oberen Illerbrücken und an der Stelle der heutigen Dreifaltigkeitskapelle, größtenteils ohne Eigennamen.

### Memmingen
| Name                       | Ort                                    | Typ                        | Entstehungszeit    | Erhaltungszustand und heutige Nutzung | Bild |
| -------------------------- | -------------------------------------- | -------------------------- | ------------------ | --- | ---- |
| Schloss Amendingen         | Memmingen-Amendingen                   | Schloss                    | Um 1730/40         | Erhalten |      |
| Burgstall Brentenberg      | Memmingen-Märten-„Brentenberg“         | Höhenburg (Hangburg)       | Mittelalterlich    | Abgegangen |      |
| Burgstall Dickenreishausen | Memmingen-Dickenreishausen-„Stadtwald“ | Höhenburg (Spornburg)      | Mittelalterlich    | Abgegangen |      |
| Schloss Eisenburg          | Memmingen-Eisenburg                    | Schloss                    | 1653               | Residenz der Herrschaft Eisenburg, nach einem Brand 1926/27 in schlichter Form wieder aufgebaut, Privatbesitz, nicht öffentlich zugänglich |      |
| Schloss Grünenfurt         | Memmingen-Grünenfurt                   | Schloss                    | 1737–1738          | Residenz des Adelsgeschlechts von Rom, Privatbesitz                                                                                        |      |
| Palais Hermansbau          | Memmingen, Zangmeisterstraße 8         | Palais                     | Vermutlich um 1766 | Erhalten, beherbergt heute das Städtische Museum                                                                                           |      |
| Schloss Illerfeld          | Memmingen-Illerfeld                    | Schloss                    | 1784               | Residenz des Adelsgeschlechts von Lupin, Privatbesitz                                                                                      |      |
| Burg Memmingen             | Memmingen, anstelle des Klosters       | Niederungsburg (Stadtburg) | Mittelalterlich    | Abgegangen |      |
| Palais Paris’sches Haus    | Memmingen, Ulmer Straße 9              | Palais                     | 1736               | Erhalten |      |

### Landkreis Aichach-Friedberg
| Name                                    | Ort                                              | Typ                                         | Entstehungszeit                                                                 | Erhaltungszustand und heutige Nutzung | Bild |
| --------------------------------------- | ------------------------------------------------ | ------------------------------------------- | ------------------------------------------------------------------------------- | --- | ---- |
| Burgstall Adelzhausen                   | Adelzhausen                                      | Niederungsburg (Turmhügelburg)              | vermutlich um 1200                                                              | Abgegangen, Ende des 19. Jahrhunderts eingeebnet |      |
| Schloss Affing                          | Affing                                           | Wasserschloss, zuvor Burg                   | Burg mittelalterlich, Schloss von 1694                                          | Erhalten |      |
| Burgstall Appertshausen                 | Petersdorf-Appertshausen                         | Burgstall                                   | Mittelalterlich                                                                 | Turmhügel, Gräben und Wälle erkennbar. |      |
| Burgstall Bach (Todtenweis)             | Todtenweis-Bach                                  | Höhenburg (Spornburg)                       | Hochmittelalterlich                                                             | Abgegangen, Wall und Graben erhalten |      |
| Burgstall Bachern                       | Friedberg                                        | Burgstall                                   | Hochmittelalterlich                                                             | Vor 1270 abgegangen. Turmhügel, Gräben und Wälle erkennbar. |      |
| Burgstall Bäckerberg                    | Adelzhausen-„Bäckerberg“                         | Höhenburg (Spornburg, Turmhügelburg)        | 13. Jahrhundert                                                                 | Abgegangen, durch Sandabbau weitgehend zerstört |      |
| Schloss Blumenthal (Aichach)            | Aichach-Blumenthal                               | Wasserschloss                               | Mittelalterlich                                                                 | Erhalten |      |
| Burgstall Burgadelzhausen               | Adelzhausen-Burgadelzhausen                      | Höhenburg (Spornburg)                       | Frühmittelalterlich                                                             | Abgegangen, mehrere Gräben und Wälle erhalten |      |
| Burgstall Dasing                        | Dasing-Sankt Franziskus                          | Höhenburg (Hügelburg)                       | Mitte des 13. Jahrhunderts                                                      | Abgegangen, Wälle und Gräben erhalten |      |
| Burgstall Eurasburg                     | Eurasburg                                        | Höhenburg (Spornburg, Turmhügelburg)        | Frühmittelalterlich, während des Hochmittelalters erneut bebaut                 | Abgegangen, Turmhügel der hochmittelalterlichen Anlage erhalten |      |
| Ringwall im Eurasburger Forst           | Eurasburg-Eurasburger Forst-„Pfannenflickerberg“ | Höhenburg (Spornburg)                       | Vermutlich frühmittelalterlich                                                  | Abgegangen, ein Abschnittswall erhalten |      |
| Schloss Friedberg                       | Friedberg                                        | Schloss                                     | 1257                                                                            | Als Burg erbaut, ab 1409 zum Schloss um- und ausgebaut. 1541 abgebrannt und erneuert. 1789–1803 Forstverwaltung, danach Rentamt, 1915–2007 Vermessungsamt. Seit 1886 auch Heimatmuseum mit Schauräumen. |      |
| Burgstall Fuchsberg                     | Kissing-„Fuchsberg“                              | Höhenburg (Spornburg, Turmhügelburg)        | Hochmittelalterlich                                                             | Abgegangen, Turmhügel erhalten |      |
| Schloss Griesbeckerzell                 | Aichach-Griesbeckerzell                          | Hofmarkschloss                              | Mittelalterlich                                                                 | Abgegangen |      |
| Schloss Haslangkreit                    | Kühbach-Haslangkreit                             | Schloss                                     | 1285                                                                            | Als Burg Gereut ersterwähnt. Im 16. Jahrhundert zum Schloss ausgebaut. Seit 1972 in Privatbesitz. |      |
| Ringwall Hinterer Schlossberg           | Mering-„Schlossberg“                             | Ringwall (Ungarnschutzburg)                 | Frühmittelalterlich                                                             | Abgegangen, Wälle und Gräben erhalten |      |
| Burgstall Hofberg                       | Schiltberg                                       | Burgstall                                   | um 1200 oder früher                                                             | Burg wurde 1422 zerstört; heute Freilichtbühne. |      |
| Schloss Hofhegnenberg                   | Steindorf-Hofhegnenberg                          | Schloss                                     | um 1300                                                                         | Gut erhaltener Adelssitz, geht auf eine hochmittelalterliche Burganlage zurück. |      |
| Ringwall im Kirchholz (Haberskirch)     | Friedberg-Haberskirch-Flur „Kirchholz“           | Ringwall, möglicherweise befestigter Hof    | Frühmittelalterlich                                                             | Abgegangen, zwei Ringwälle erhalten |      |
| Burgstall Kissing                       | Kissing                                          | Niederungsburg (Turmhügelburg)              | Um das Jahr 1000                                                                | Abgegangen, acht Meter hoher Turmhügel erhalten |      |
| Burgstall Klingenberg                   | Aichach-Oberwittelsbach                          | Burgstall                                   | Mittelalterlich                                                                 | Um 1270 verlassen und abgegangen. Turmhügel, Gräben und Wälle erkennbar. |      |
| Schloss Mergenthau                      | Kissing-Mergenthau                               | Schloss, zuvor Höhenburg                    | Burg hochmittelalterlich, vermutlich 11. Jahrhundert, ab 1713 umbau zum Schloss | Erhalten |      |
| Schloss Kühbach                         | Kühbach                                          | Schloss                                     | Erste Erwähnung 1011; heutige Bausubstanz etwa aus dem 17./18. Jahrhundert      | Erhalten |      |
| Burgstall Mühlhausen                    | Affing-Mühlhausen                                | Burgstall                                   | vermutlich 12. Jahrhundert                                                      | geringe Reste |      |
| Schloss Obergriesbach                   | Obergriesbach                                    | Schloss                                     | 1124                                                                            | Abgegangen |      |
| Ringwall im Ottmaringer Holz            | Kissing-Mergenthau                               | Ringwall (Ungarnschutzburg)                 | Frühmittelalterlich                                                             | Abgegangen, Wälle und Gräben erhalten |      |
| Pfarrschanze                            | Todtenweis                                       | Abschnittsbefestigung                       | 10. Jahrhundert                                                                 | Abgegangen, Wallanlagen erhalten |      |
| Schloss Pichl                           | Aindling-Pichl                                   | Wasserschloss, zuvor Wasserburg             | Burg mittelalterlich, Schloss frühneuzeitlich                                   | Erhalten |      |
| Schloss Pöttmes (Schloss Gumppenberg)   | Pöttmes                                          | Schloss mit Park                            | 1683                                                                            | Erhalten, nicht öffentlich zugänglich |      |
| Schloss Rapperzell                      | Schiltberg-Rapperzell                            | Schloss (Hofmark)                           | 1690–1698                                                                       | Schlossbau erhalten |      |
| Abschnittsbefestigung Rederzhausen      | Friedberg-Rederzhausen                           | Abschnittsbefestigung                       | Vermutlich frühmittelalterlich                                                  | Abgegangen, mehrere Wallgräben erhalten |      |
| Burgstall Rehling                       | Rehling-Unterach                                 | Höhenburg (Spornburg, Turmhügelburg)        | Mittelalterlich                                                                 | Abgegangen, sechs Meter hoher Turmhügel mit Graben und Wällen erhalten |      |
| Burgstall Sand (Todtenweis)             | Todtenweis-Sand                                  | Höhenburg (Spornburg)                       | Mittelalterlich                                                                 | Abgegangen, Wälle und Gräben erhalten |      |
| Schloss Schmiechen                      | Schmiechen                                       | Wasserschloss                               | 16. Jahrhundert                                                                 | 1827 komplett abgebrochen |      |
| Abschnittsbefestigung Schorn            | Pöttmes-Schorn                                   | Abschnittsbefestigung                       | Vermutlich frühmittelalterlich                                                  | Abgegangen, Wallgraben erhalten |      |
| Schloss Schorn                          | Pöttmes-Schorn                                   | Schloss                                     | 18. Jahrhundert                                                                 | Erhalten, Privatbesitz. |      |
| Schwedenschanze (Nisselsbach)           | Aichach-Nisselsbach                              | Abschnittsbefestigung                       | Vermutlich frühmittelalterlich                                                  | Abgegangen, Wälle und Gräben erhalten |      |
| Abschnittsbefestigung im Taitinger Holz | Obergriesbach-Zahling                            | Abschnittsbefestigung                       | Vermutlich frühmittelalterlich                                                  | Abgegangen, Wälle und Gräben erhalten |      |
| Schloss Unterbaar                       | Baar-Unterbaar                                   | Wasserschloss der Familie Riederer von Paar | Mittelalterlich, teile das heutige Gebäudes aus dem 16. Jahrhundert             | Erhalten, in Privatbesitz |      |
| Wasserschloss Unterwittelsbach          | Aichach-Unterwittelsbach                         | Schloss                                     | vor 1126                                                                        | Ursprünglich als Burg erbaut, 1537 als Schloss umgestaltet. Bis 1972 in fürstlichem Besitz, 1977–1999 Einrichtung zur Erziehungshilfe für Jugendliche. Seit 2001 Sissi-Museum.                          |      |
| Ringwall Vorderer Schlossberg           | Mering-„Schlossberg“                             | Ringwall (Ungarnschutzburg)                 | Frühmittelalterlich                                                             | Abgegangen, Wälle und Gräben erhalten |      |
| Burgstall Wagesenberg                   | Pöttmes-Wagesenberg                              | Höhenburg (Spornburg, Turmhügelburg)        | Mittelalterlich                                                                 | Abgegangen, Turmhügel und mehrere Wallgräben erhalten |      |
| Schanze Wagesenberg                     | Pöttmes-Wagesenberg                              | Abschnittsbefestigung                       | Vermutlich frühmittelalterlich                                                  | Abgegangen, Wälle und Gräben erhalten |      |
| Burg Wittelsbach                        | Aichach-Oberwittelsbach                          | Burg                                        | 1000                                                                            | 1209 zerstört und nicht wieder aufgebaut. An ihrer Stelle Errichtung einer Kirche. Seit 1980 wieder aufgemauerte Fundamente der Burg sichtbar.                                                          |      |
| Wallanlage Zahling                      | Obergriesbach-Zahling                            | Burgstall                                   | Frühmittelalterlich                                                             | Abgangsdatum unbekannt, Bodendenkmal, keine Teile erkennbar. |      |

### Landkreis Augsburg
| Name                                | Ort                               | Typ                                        | Entstehungszeit                                                             | Erhaltungszustand und heutige Nutzung                                                                                        | Bild               |  |
| ----------------------------------- | --------------------------------- | ------------------------------------------ | --------------------------------------------------------------------------- | --- | ------------------ |  |
| Ringwall Antoniberg                 | Zusmarshausen                     | Burgstall                                  |                                                                             | Keine Zeitstellung verfügbar.                                                                                                |                    |  |
| Schloss Aystetten                   | Aystetten                         | Schloss                                    | erstmals 1428 erwähnt                                                       | Erhalten, ist heute Austragungsort für Konzerte und private Feiern                                                           |                    |  |
| Schloss Batzenhofen                 | Gersthofen-Batzenhofen            | Schloss                                    | 1750                                                                        | bis 2007 Altenheim, derzeit Renovierung                                                                                      |                    |  |
| Burgstall Bobingen                  | Bobingen                          | Burgstall                                  |                                                                             | Keine Zeitstellung zur Erstbebauung verfügbar. 1498 als Pflegsitz erwähnt, um 1650 zerstört. Bodendenkmal um 1950 beseitigt. |                    |  |
| Burgstall Bruderhof                 | Scherstetten-Bruderhof            | Burgstall                                  | 13. Jahrhundert                                                             | Wenige Wallreste erkennbar.                                                                                                  |                    |  |
| Cosimosinisches Schlösschen         | Bobingen                          | Jagdschloss                                | 1537–1540, Schlossumbau 17. Jh.                                             | Kulturdenkmal, in Sanierung, Privatbesitz                                                                                    |                    |  |
| Schloss Elmischwang                 | Fischach-Elmischwang              | Schloss, zuvor Gutshof                     | Gutshof mittelalterlich, Schlossbau von 1902/03                             | Erhalten, dient heute als Altersheim                                                                                         |                    |  |
| Burgstall Eselsberg                 | Thierhaupten                      | Burgstall                                  | 10. Jahrhundert                                                             | Wenige Merkmale erkennbar.                                                                                                   |                    |  |
| Schloss Ettelried                   | Dinkelscherben-Ettelried          | Schloss                                    | 1792                                                                        | Erhalten |                    |  |
| Schloss Fischach                    | Fischach                          | Schloss                                    | zwischen 1573 und 1585 erbaut                                               | Abgegangen |                    |  |
| Burgstall Fischerberg               | Zusmarshausen                     | Burgstall                                  |                                                                             | |                    |  |
| Burgställe Gabelbach                | Zusmarshausen-Gabelbach           | Burgstall                                  | Hochmittelalterlich                                                         | Umfangreiche Erdwerke erkennbar.                                                                                             |                    |  |
| Schloss Gablingen                   | Gablingen                         | Schloss, zuvor Burg                        | Mittelalterlich                                                             | Erhalten |                    |  |
| Schloss Gailenbach                  | Edenbergen-Gailenbach             | Schloss mit Parkanlage                     | 1592                                                                        | Erhalten; heute in Privatbesitz und nicht öffentlich zugänglich.                                                             | Schloss Gailenbach |  |
| Schloss Guggenberg                  | Schwabmünchen-Klimmach-Guggenberg | Schloss mit Parkanlage                     | 1441 erstmals erwähnt                                                       | Erhalten; nicht öffentlich zugänglich.                                                                                       |                    |  |
| Schloss Hainhofen                   | Neusäß-Hainhofen                  | Schloss                                    | Wasserschloss 13. Jahrhundert, klassizistisches Langschloss 18. Jahrhundert | Erhalten; heute in Privatbesitz und nicht öffentlich zugänglich.                                                             |                    |  |
| Haldenburg                          | Schwabmünchen-Schwabegg           | Burgstall                                  | Frühmittelalterlich                                                         | Abgegangen, mächtige Erdwerke erhalten                                                                                       |                    |  |
| Hammelburg                          | Neusäß-Hammel                     | Burgstall                                  | um 1100                                                                     | Wälle und Gräben teilweise erkennbar.                                                                                        |                    |  |
| Schloss Hammel                      | Neusäß-Hammel                     | Schloss                                    | um 1550                                                                     | 1648 zerstört und wieder aufgebaut. 1891 Anbau eines weiteren Flügels. Heute Reiterhof.                                      |                    |  |
| Schloss Hardt                       | Großaitingen-Hardt                | Schloss                                    | Vermutlich 1494                                                             | Erhalten, nicht öffentlich zugänglich                                                                                        |                    |  |
| Burgstall Hattenberg                | Dinkelscherben-Ried               | Burgstall                                  | 12. Jahrhundert                                                             | Abgegangen |                    |  |
| Burgstall Kirchberg                 | Heretsried                        | Burgstall                                  | Mittelalterlich                                                             | Geländemerkmale und Gräben erhalten.                                                                                         |                    |  |
| Burgstall Herpfenried               | Horgau-Herpfenried                | Höhenburg (Spornburg)                      | Mittelalterlich                                                             | Abgegangen |                    |  |
| Burgstall Horgau                    | Horgau                            | Niederungsburg                             | Mittelalterlich                                                             | Abgegangen |                    |  |
| Abschnittsbefestigung Horgau        | Horgau-Flur „Herrgottsgehau“      | Abschnittsbefestigung                      | Vor- und frühgeschichtlich                                                  | Abgegangen |                    |  |
| Burgstall Horgauergreut             | Horgau-Horgauergreut              | Niederungsburg                             | Mittelalterlich                                                             | Abgegangen |                    |  |
| Burgstall im Viehtrieb              | Bobingen-Straßberg                | Höhenburg (Spornburg)                      | Mittelalterlich                                                             | Abgegangen, Halsgraben und Wall erhalten                                                                                     |                    |  |
| Burgstall Kobel                     | Neusäß-Kobel                      | Burgstall                                  | Hochmittelalterlich                                                         | Abgegangen, Turmhügel und Grabenreste erhalten                                                                               |                    |  |
| Burgstall Lindgraben                | Horgau-Lindgraben                 | Höhenburg (Spornburg)                      | Hochmittelalterlich                                                         | Abgegangen, größtenteils zerstört                                                                                            |                    |  |
| Schloss Lüftenberg                  | Zusmarshausen-Lüftenberg          | Wasserschloss, zuvor Burg                  | Burg mittelalterlich, Schloss frühneuzeitlich                               | Abgegangen |                    |  |
| Schloss Luisenruh                   | Aystetten-Luisenruh               | Schloss                                    | 18. Juni 1792                                                               | Erhalten, Außenbesichtigung möglich                                                                                          |                    |  |
| Schloss Meitingen                   | Meitingen                         | Schloss                                    | 1773                                                                        | Anlage gut erhalten, Nutzung als Alters- und Pflegeheim                                                                      |                    |  |
| Burg Markt                          | Biberbach-Markt                   | Burg                                       | 14. Jahrhundert                                                             | Anlage erhalten, Nutzung als Reiterhof, zugänglich                                                                           |                    |  |
| Fuggerschloss Nordendorf            | Nordendorf                        | Schloss                                    | 1560                                                                        | Teilweise erhalten, heute in Privatbesitz und nicht öffentlich zugänglich                                                    |                    |  |
| Burgstall Rauhenberg                | Dinkelscherben-Anried             | Höhenburg (Spornburg)                      | vermutlich 10. oder 11. Jahrhundert                                         | Abgegangen, Gräben und Wälle erhalten                                                                                        |                    |  |
| Burg Reutern                        | Welden-Reutern                    | Niederungsburg (Wasserburg, Turmhügelburg) | Hochmittelalterlich                                                         | Abgegangen, sehr verflachter und gestörter Turmhügel mit Wall und Graben erhalten                                            |                    |  |
| Burgstall Schäfstoß                 | Horgau-Schäfstoß                  | Niederungsburg (Wasserburg, Turmhügelburg) | Hochmittelalterlich                                                         | Abgegangen, Turmhügel mit Vorburg erhalten                                                                                   |                    |  |
| Burgstall Schlossberg               | Gablingen-„Schlossberg“           | Höhenburg (Turmhügelburg)                  | Hochmittelalterlich                                                         | Abgegangen, Turmhügel mit Vorburg erhalten                                                                                   |                    |  |
| Burgstall Schlösslesberg            | Zusmarshausen-Steinekirch         | Höhenburg (Spornburg, Turmhügelburg)       | Hochmittelalterlich                                                         | Abgegangen, Turmhügel mit Vorburg erhalten                                                                                   |                    |  |
| Ringwall Schneeburg                 | Welden                            | Ringwall                                   | Frühmittelalterlich                                                         | Abgegangen, Ringwälle erhalten                                                                                               |                    |  |
| Kalvarienberg Schwabegg             | Schwabmünchen-Schwabegg           | Höhenburg (Turmhügelburg)                  | Hochmittelalterlich                                                         | Abgegangen, 15 Meter hoher Turmhügel erhalten                                                                                |                    |  |
| Schloss Mickhausen (Staudenschloss) | Mickhausen                        | Schloss                                    | 1535/36                                                                     | Erhalten |                    |  |
| Abschnittsbefestigung Straßberg     | Bobingen-Straßberg                | Abschnittsbefestigung                      | Frühmittelalterlich                                                         | Abgegangen, Wälle und Gräben erhalten                                                                                        |                    |  |
| Burgstall Walkertshofen             | Walkertshofen                     | Burgstall                                  | 1099                                                                        | Im 15. Jahrhundert verfallen.                                                                                                |                    |  |
| Burgstall Welden                    | Welden-„Theklaberg“               | Höhenburg                                  | vermutlich 12. Jahrhundert                                                  | Abgegangen, Gräben und Wälle erhalten                                                                                        |                    |  |
| Unteres Schloss                     | Welden                            | Schloss                                    | um 1730                                                                     | Erhalten, beherbergt heute eine Gastwirtschaft                                                                               |                    |  |
| Burg Wolfsberg                      | Zusmarshausen-Steinekirch         | Burg                                       | 10. Jahrhundert                                                             | Teil des Bergfrieds als Ruine erhalten.                                                                                      |                    |  |
| Schloss Zusmarshausen               | Zusmarshausen                     | Schloss                                    | 1505                                                                        | |                    |  |
| Burg Zusameck                       | Dinkelscherben-„Schlossberg“      | Höhenburg (Spornburg)                      | 9. Jahrhundert                                                              | Abgegangen, Fundamentreste erhalten                                                                                          |                    |  |

### Landkreis Dillingen an der Donau
| Name                    | Ort                       | Typ                  | Entstehungszeit | Erhaltungszustand und heutige Nutzung | Bild |
| ----------------------- | ------------------------- | -------------------- | --------------- | --- | ---- |
| Schloss Altenberg       | Syrgenstein-Altenberg     | Schloss              | um 1693         | |      |
| Schloss Bächingen       | Bächingen an der Brenz    | Schloss              | 1531            | Erhalten. Schloss und Park nicht zugänglich. |      |
| Burgstall Baumgarten    | Aislingen-Baumgarten      | Burg, später Schloss | Mittelalterlich | Abgegangen, nur Vorburg und das Grabensystem erhalten |      |
| Schloss Bissingen       | Bissingen                 | Schloss              | 1560            | Erhalten, Privatbesitz. |      |
| Burgruine Bloßenstaufen | Syrgenstein               | Burg                 | 12. Jahrhundert | 1462 niedergebrannt, 1504 endgültig zerstört. 1808 Reste abgerissen. Wenige Mauerstücke vorhanden.                                                        |      |
| Burg Bocksberg          | Laugna-Bocksberg          | Burg                 | 13. Jahrhundert | Um 1650 zerstört. Bergfried als Ruine erhalten. |      |
| Burg Dattenhausen       | Ziertheim-Dattenhausen    | Burg                 |                 | keine Reste |      |
| Schloss Dillingen       | Dillingen an der Donau    | Schloss              | 1220            | Zunächst als Wehrburg errichtet, 1458–1520 Umwandlung in ein gotisches Schloss. 1737–1740 Barockisierung. Heute Finanzamt, teilweise gewerbliche Nutzung. |      |
| Burg Diemantstein       | Bissingen-Diemantstein    | Burg                 |                 | |      |
| Burgstall Fronhofen     | Bissingen-Fronhofen       | Burgstall            | um 1100         | 14. oder 15. Jahrhundert Bau einer Kirche auf dem Burgareal unter Verwendung von Steinen der verfallenen Anlage. Gräben und Geländespuren erhalten.       |      |
| Schloss Glött           | Glött                     | Schloss              | 1560            | Seit 1869 Heil- und Pflegeanstalt. |      |
| Burg Göllingen          | Bissingen-Göllingen       | Burgstall            | um 1300         | Abgegangen, wenige Reste erkennbar. |      |
| Burg Hageln             | Bachhagel-Burghagel       | Burg                 | 12. Jahrhundert | Keine Reste |      |
| Schloss Haunsheim       | Haunsheim                 | Schloss              | 1265            | 1601–1604 Umbau zum Schloss. Nach 1823 auf zwei Flügel reduziert. 1849 im neugotischen Stil umgebaut. Privatbesitz.                                       |      |
| Schloss Höchstädt       | Höchstädt an der Donau    | Schloss              | um 1600         | Nach Nutzung als Amtsgericht und Gefängnis seit 2004 der Öffentlichkeit zugänglich.                                                                       |      |
| Burgstall Hochstein     | Bissingen-Hochstein       | Burgstall            | um 1140         | 1455 bereits unbewohnt, um 1500 abgebrannt. Hangterrasse erkennbar, früherer Zugang durch Kapelle überbaut.                                               |      |
| Burgruine Hohenburg     | Bissingen-Thalheim        | Burg                 | um 1140         | Nach 1568 verlassen und verfallen. 1871 Einsturz des Bergfriedes und der Ringmauer, ab 1908 als Steinbruch genutzt. Reste als Ruine erhalten.             |      |
| Burgstall Hoher Berg    | Holzheim-Eppisburg        | Burgstall            |                 | |      |
| Schloss Kalteneck       | Schwenningen              | Schloss              | um 1570         | Seit 1830 mit Gaststätte. |      |
| Schloss Lauingen        | Lauingen (Donau)          | Schloss              |                 | |      |
| Burg Magerbein          | Bissingen-Burgmagerbein   | Burg                 | 12. Jahrhundert | Keine Reste |      |
| Schloss Oberbechingen   | Oberbechingen             | Schloss              | 1584            | Seit 1972 Privatbesitz. Der Öffentlichkeit nicht zugänglich.                                                                                              |      |
| Turmhügel Schelenberg   | Holzheim-Eppisburg        | Motte                |                 | Turmhügel |      |
| Schloss Schlachtegg     | Gundelfingen an der Donau | Schloss              | 1533–1560       | Im 17. Jahrhundert erweitert. Seit 1995 Bildungszentrum der Fachverbände für Floristik von Bayern und Baden-Württemberg.                                  |      |
| Schloss Staufen         | Syrgenstein               | Schloss              |                 | |      |
| Schloss Unterfinningen  | Finningen-Unterfinningen  | Schloss              | 1458            | 1530 umgebaut. Bis 1803 Hofmark des Klosters St. Ulrich und Afra. Seit 1929 Privatbesitz, Gastronomiebetrieb.                                             |      |
| Schloss Wertingen       | Wertingen                 | Schloss              | 1354            | Um 1500 grundlegende Veränderungen, 1654 erweitert. Heute Sitz der Verwaltungsgemeinschaft Wertingen und Heimatmuseum.                                    |      |
| Burg Zöschingen         | Zöschingen                | Burg                 |                 | Mauerspuren, Wall- und Grabenreste |      |

### Landkreis Donau-Ries
| Name                                | Ort                       | Typ                   | Entstehungszeit       | Erhaltungszustand und heutige Nutzung | Bild |
| ----------------------------------- | ------------------------- | --------------------- | --------------------- | --- | ---- |
| Burgruine Alerheim                  | Alerheim                  | Burg                  | 12. Jahrhundert       | 1634 zerstört, danach als Steinbruch genutzt. Mauerreste, Rest des Torbaus erhalten. |      |
| Altes Schloss Oettingen             | Oettingen in Bayern       | Schloss               | Mittelalter           | Stammburg der Grafen von Oettingen, in Folge der konfessionellen Teilung des Hauses Oettingen im 16. Jahrhundert an die evangelische Linie Oettingen-Oettingen, weiterer Ausbau zur Residenz, bis Mitte des 19. Jh. vollständig abgebrochen |      |
| Schloss Amerdingen                  | Amerdingen                | Schloss               | 1784–1788             | Auf dem Areal eines Ritterguts aus dem 13. Jahrhundert erbaut. Erhalten, Privatbesitz. |      |
| Burgstall Bollstadt                 | Amerdingen-Bollstadt      | Burgstall             | verm. 13. Jahrhundert | Verflachter Graben |      |
| Burgstall Dornstadt                 | Auhausen-Dornstadt        | Motte                 | 800–1000              | Keine Reste vorhanden. |      |
| Schloss Gansheim                    | Marxheim-Gansheim         | Schloss               | 1556                  | Im 19. Jahrhundert Rückbau zu einfachem Wohnhaus |      |
| Schloss Genderkingen                | Genderkingen              | Schloss               | um 1673               | Erhalten, zum Verkauf (Immowelt 12/2020) |      |
| Burg Gosheim                        | Huisheim                  | Burg                  | frühes Mittelalter    | Reste der Burganlage in der Friedhofsmauer und Pfarrkirche erhalten. |      |
| Burgruine Graisbach                 | Marxheim-Graisbach        | Burg                  | um 1130               | Im 15. Jahrhundert teilweise zerstört, im 18. Jahrhundert abgebrochen und als Steinbruch genutzt. Mauerreste und Burgkapelle erhalten. |      |
| Hagburg                             | Ederheim-Hürnheim         | Burgstall             | 8. Jahrhundert        | Reste von Trockenmauern erkennbar. |      |
| Burg Harburg                        | Harburg (Schwaben)        | Burg                  | 1150                  | Im 18. Jahrhundert ausgebaut und ist in wesentlichen Teilen erhalten. |      |
| Altes Schloss Hemerten              | Münster                   | Schloss               |                       | |      |
| Neues Schloss Hemerten              | Münster                   | Schloss               |                       | |      |
| Schloss Hirschbrunn                 | Auhausen                  | Schloss               | um 1600               | 1692 erweitert. Erhalten, Privatbesitz. Der Öffentlichkeit nicht zugänglich. |      |
| Schloss Hochaltingen                | Fremdingen-Hochaltingen   | Schloss               | 1551                  | 1853–1859 umgestaltet. Ab 1899 Haushaltungsschule und später Altenheim unter dem Orden der Dillinger Franziskanerinnen, seit 1997 in Besitz des Deutschen Ordens.                                                                           |      |
| Burgruine Hochhaus                  | Ederheim-Hürnheim         | Burg                  | um 1200               | 1719 zum Schloss ausgebaut und 1749 niedergebrannt. Turm- und Mauerreste als Ruine erhalten. |      |
| Schloss Hohenaltheim                | Hohenaltheim              | Schloss               | 1710                  | Anstelle eines älteren Wasserschlosses errichtet. Vollständig erhalten, Privatbesitz. |      |
| Schloss Kleinerdlingen              | Nördlingen-Kleinerdlingen | Schloss               | 1614                  | Vierflügliges Johanniterschloss (Wasserschloss) mit Torturm; heute nur noch Dreiflügelanlage erhalten |      |
| Burgstall Lechsend (Lechsgemünd)    | Marxheim-Lechsend         | Burgstall             | um 1000               | 1248 zerstört, abgegangen. Burghügel sichtbar. |      |
| Schloss Leitheim                    | Kaisheim                  | Schloss               | 1147                  | 1751 aufwändig ausgebaut. Seit 2008 in Besitz der Messerschmitt-Stiftung. |      |
| Schloss Lierheim                    | Möttingen-Lierheim        | Schloss               | 1579–1584             | Ursprungsbau eine mittelalterliche Burg. 1758–1762 durchgreifende Umgestaltung durch den Deutschen Orden. Seit 1874 Privatbesitz. |      |
| Burgstall Maihingen                 | Maihingen                 | Burgstall             | vor 1273              | Bis Anfang 15. Jahrhundert bewohnt, danach aufgelassen und als Steinbruch genutzt. Gräben und Wälle teilweise erkennbar. |      |
| Burg Mangoldstein                   | Donauwörth                | Höhenburg (Spornburg) | um 1000               | Abgegangen, die letzten Reste der Ruine wurden 1818 mit dem Abbruch der Stadtmauer von Donauwörth beseitigt |      |
| Schloss Monheim                     | Monheim                   | Schloss               |                       | |      |
| Moritzschlösschen                   | Wallerstein               | Schloss               |                       | |      |
| Burgstall Mühlberg                  | Ederheim-Christgarten     | Burgstall             |                       | Wall- und Grabenreste |      |
| Burg Niederhaus                     | Ederheim-Hürnheim         | Burg                  | 12. Jahrhundert       | Nach 1805 verfallen. Als Ruine erhalten. |      |
| Schloss Oberndorf                   | Oberndorf am Lech         | Schloss               | 1535–1546             | 1632 ausgebrannt, 1819 zum heutigen Erscheinungsbild wieder aufgebaut, Privatbesitz. |      |
| Schloss Otting                      | Otting                    | Schloss               | 11. Jahrhundert       | Zunächst Burg, die bis 1610 verfiel, danach Neubau des Schlosses neben den Burgresten. 1905–1921 Nutzung als Brauerei. Privatbesitz ohne heutige Nutzung.                                                                                   |      |
| Schloss Oettingen                   | Oettingen in Bayern       | Schloss               | 1679–1687             | Vollständig erhalten und als Museum genutzt. |      |
| Schloss Rain                        | Rain                      | Schloss               | 1392–1421             | Weitgehend erhalten und von verschiedenen Vereinen genutzt. |      |
| Burgstall Rauhaus                   | Ederheim-Christgarten     | Burgstall             | um 1200               | 1262 aufgelassen und verfallen. Grundmauerspuren und Schuttriegel sichtbar. |      |
| Schloss Reimlingen ()               | Reimlingen                | Schloss               | 1593–1595             | Ehemaliges Deutschordensschloss, 1736 ausgebaut. Nach 1806 wechselnde fürstliche und kirchliche Eigentümer. Seit 1997 in Teilen Rathaus der Gemeinde.                                                                                       |      |
| Schloss Schweinspoint               | Marxheim-Schweinspoint    | Schloss               | 16. Jahrhundert       | Seit 1860 Sitz der Stiftung Behindertenwerk St. Johannes. Nicht zugänglich. |      |
| Burgruine Steinhart (Altes Schloss) | Hainsfarth-Steinhart      | Burg                  | 1328                  | Oberhalb einer verlassenen Vorgängerburg erbaut. 1634 zerstört. Umfassungsmauern erhalten. |      |
| Burgstall Steinhart (Judenbuck)     | Hainsfarth-Steinhart      | Burgstall             | 1100–1200             | Um 1300 abgegangen und im 18. Jahrhundert durch Friedhof überbaut. Vorgängerburg der oberhalb gelegenen Burg Steinhart. |      |
| Schloss Tagmersheim                 | Tagmersheim               | Schloss               | 16. Jahrhundert       | Der Öffentlichkeit nicht zugänglich. |      |
| Wasserburg Tagmersheim              | Tagmersheim               | Burgstall             | um 1300               | 1523 zerstört. Geländespuren sichtbar. |      |
| Schloss Tapfheim                    | Tapfheim                  | Schloss               | 1730                  | Vollständig erhalten. |      |
| Turenberc                           | Mertingen-Burghöfe        | Burgstall             | 11. Jahrhundert       | Auf römischem Kastell Submuntorium aufgebaut, Adelsburg im 15. Jh. aufgegeben, Halsgraben, Geländespuren |      |
| Burgstall Thurneck                  | Mönchsdeggingen           | Burgstall             | vor 1251              | Ab 1523 unbewohnt, bis 1664 verfallen und als Steinbruch genutzt. Reste der Verblendung aus Kleinquadern feststellbar. |      |
| Altes Schloss Wallerstein           | Wallerstein               | Burgstall             |                       | Reste der Burganlage erkennbar, Aussichtspunkt. |      |
| Neues Schloss Wallerstein           | Wallerstein               | Schloss               | ab 1805               | Vollständig erhalten, Privatbesitz. Schauräume und Sammlungen zu besichtigen. |      |
| Burgstall Weiherberg                | Ederheim-Christgarten     | Burgstall             | 900 – 1000            | |      |
| Burg Wellwart                       | Harburg (Schwaben)        | Motte                 | 1138–1147             | Ab 1679 dem Verfall preisgegeben und abgegangen. Mauerfundamente und Halsgraben erhalten. |      |

### Landkreis Günzburg
| Name                                 | Ort                     | Typ                                                  | Entstehungszeit       | Erhaltungszustand und heutige Nutzung | Bild |
| ------------------------------------ | ----------------------- | ---------------------------------------------------- | --------------------- | --- | ---- |
| Schloss Autenried                    | Ichenhausen             | Herrensitz                                           | 1708–1711             | 1805 Umgestaltung der Fassade im klassizistischen Stil. Seit 1959 Ikonenmuseum des Slawischen Instituts München.                                                                             |      |
| Burgstall Bühl                       | Bibertal                | Burgstall                                            |                       | Um 1650 zerstört und abgegangen. |      |
| Schloss Burgau                       | Burgau                  | Schloss                                              | 1704–1720             | Auf mittelalterlicher Grundlage nach Brand neu erbaut. Heute Museum der Stadt Burgau und Veranstaltungsort.                                                                                  |      |
| Schloss Burtenbach                   | Burtenbach              | Schloss                                              | 16./17. Jahrhundert   | 1737 umgebaut. Erhalten. |      |
| Schloss Eberstall                    | Jettingen-Eberstall     | Schloss                                              | 1602 wieder errichtet | Erhalten |      |
| Schloss Edelstetten                  | Neuburg an der Kammel   | Schloss                                              | 1682–1705             | Nach Zerstörungen 1525 und 1632 neu errichtet. Bis 1805 Kloster, danach fürstlicher Besitz. Vollständig erhalten, Privatbesitz.                                                              |      |
| Schloss Großkötz                     | Kötz-Großkötz           | Sommerschloss der Wettenhausener Pröpste, zuvor Burg | 1760                  | Erhalten, dient heute als Pfarrhaus |      |
| Schloss Günzburg (Markgrafenschloss) | Günzburg                | Schloss                                              | 1577–1586             | Residenz der Markgrafschaft Burgau. Umbau nach Bränden 1703 und 1768/1770. Erhalten. Heute Stadtverwaltung, Finanzamt und Amtsgericht.                                                       |      |
| Schloss Haldenwang                   | Haldenwang              | Schloss                                              | 15. Jahrhundert       | 1860 im neugotischen Stil renoviert. Heute Wohnhaus, Privatbesitz. Rittersaal, Bibliothek, Spiegelsaal zugänglich.                                                                           |      |
| Schloss Harthausen                   | Rettenbach              | Schloss                                              | 15./16. Jahrhundert   | Schloss und Park sind nicht der Öffentlichkeit zugänglich. |      |
| Burgstall Heubelsburg                | Waldstetten-Heubelsburg | Motte                                                |                       | Turmhügel erhalten. |      |
| Wasserschloss Hürben (Krumbach)      | Krumbach (Schwaben)     | Schloss                                              | 1478                  | Heute Beratungsstelle für Volksmusik des Bezirks Schwaben. |      |
| Oberes Schloss Ichenhausen           | Ichenhausen             | Schloss                                              | 1566                  | Seit 1927 Rathaus. |      |
| Unteres Schloss Ichenhausen          | Ichenhausen             | Schloss                                              | 1697                  | Heute Schulmuseum. |      |
| Schloss Jettingen                    | Jettingen-Scheppach     | Schloss                                              | 1480                  | Anstelle einer früheren Wasserburg errichtet. 1841 nach zunehmendem Verfall neu aufgebaut. Privatbesitz.                                                                                     |      |
| Schloss Kleinkötz                    | Kötz-Kleinkötz          | Schloss                                              | 1711                  | Vormals Wasserburg. Um 1525 und 1650 zerstört, 1711 als barockes Schloss wieder aufgebaut.                                                                                                   |      |
| Schloss Klingenburg                  | Jettingen-Scheppach     | Schloss                                              | 1881/1882             | 1890 Umbau zum Schlossgut. |      |
| Burgstall Konzenberg                 | Haldenwang              | Burgstall                                            |                       | Keine Reste erhalten |      |
| Schloss Krumbach                     | Krumbach (Schwaben)     | Schloss                                              | 1530                  | 1816 bis 1838 Schule. Um 1840 Anbau einer Fronfeste. Danach bis 1972 Landratsamt. Seit 1975 Fachakademie für Sozialpädagogik                                                                 |      |
| Schloss Landstrost                   | Offingen                | Schloss                                              | 13. Jahrhundert       | Zunächst Burg, bis 1840 zum Schloss umgebaut. 1871 durch mehrere Erdrutsche schwer beschädigt und 1872 schließlich abgerissen.                                                               |      |
| Schloss Leipheim                     | Leipheim                | Schloss                                              | 11. Jahrhundert       | Zunächst Burg, ab 1559 Umbau zum Schloss. Um 1650 zerstört und notdürftig wieder hergerichtet. 2006 aufwändig renoviert. Privatbesitz.                                                       |      |
| Schloss Neuburg                      | Neuburg an der Kammel   | Schloss                                              | 1562                  | |      |
| Schloss Niederraunau                 | Krumbach (Schwaben)     | Schloss                                              | 1733                  | Wasserburg als Vorgängerbau, der 1525 geplündert wurde. 1733 Umbau zum Schloss, heutiges Aussehen von 1844.                                                                                  |      |
| Schloss Offingen                     | Offingen                | Schloss                                              | 1748                  | Seit 1879 Pfarrhaus |      |
| Schloss Reisensburg                  | Günzburg                | Schloss                                              | 10. Jahrhundert       | Als Burg erbaut, im 16. Jahrhundert zum Schloss umgebaut. 1632 niedergebrannt, bis 1763 wieder aufgebaut. Seit 1966 Sitz des Internationalen Instituts für wissenschaftliche Zusammenarbeit. |      |
| Burgstall Rieden a.d. Kötz           | Ichenhausen             | Burgstall                                            |                       | |      |
| Burgstall Riedheim                   | Leipheim                | Burgstall                                            |                       | |      |
| Schloss Seyfriedsberg                | Ziemetshausen           | Schloss                                              | vor 1227              | 1529–1568 Umbau der Vorgängerburg in ein Schloss. 1846 zahlreiche An- und Umbauten. Heute Privatbesitz.                                                                                      |      |
| Burgstall Bitterberg, Mittelburg     | Ziemetshausen           | Burgstall                                            |                       | |      |
| Schloss Unterknöringen               | Burgau                  | Schloss                                              |                       | |      |
| Schloss Waldstetten                  | Waldstetten             | Schloss                                              | 16./17. Jahrhundert   | |      |

### Landkreis Lindau (Bodensee)
| Name                                                             | Ort                                                      | Typ                                            | Entstehungszeit                      | Erhaltungszustand und heutige Nutzung                                                                                      | Bild                        |
| ---------------------------------------------------------------- | -------------------------------------------------------- | ---------------------------------------------- | ------------------------------------ | --- | --------------------------- |
| Burgstall Adelberg                                               | Sigmarszell-Adelberg Flur „Burgstallholz“                | Höhenburg                                      | Mittelalterlich                      | Abgegangen |                             |
| Villa Alwind                                                     | Lindau (Bodensee)- Bad Schachen                          | Schloss                                        | 1455, 1852/53 neu errichtet          | Seit 1952 Erholungswerk der Post-Postbank-Telekom.                                                                         | weitere Bilder              |
| Burgruine Altenburg                                              | Weiler-Simmerberg- Altenburg                             | Höhenburg (Spornburg)                          | 1200–1300                            | Ab 1784 verfallen und als Steinbruch genutzt. Mauerreste vorhanden.                                                        | weitere Bilder              |
| Burgstall Altenburg                                              | Gestratz-Altenburg                                       | Höhenburg                                      | Mittelalterlich                      | Abgegangen | Ruine der Altenburg um 1637 |
| Burgstall Alt-Ellhofen                                           | Stiefenhofen-Berbruggen                                  | Höhenburg                                      | Hochmittelalterlich                  | Abgegangen | weitere Bilder              |
| Burgruine Alt-Laubenberg (Laubenberg, Laubenburg)                | Grünenbach-Laubenberg                                    | Höhenburg (Spornburg)                          | 12. Jahrhundert                      | Ruine, 1469 und 1525 zerstört und jeweils wieder aufgebaut. 1719 ausgebrannt, ab 1801 Steinbruch. Mauerreste erhalten.     | weitere Bilder              |
| Burg Alt-Ringenberg                                              | Gestratz-Altringenberg                                   | Höhenburg                                      | Mittelalterlich                      | Abgegangen |                             |
| Burgstall Biesenberg                                             | Heimenkirch-Biesenberg Waldflur „Rotschachen“            | Höhenburg (Spornburg)                          | Mittelalterlich                      | Abgegangen |                             |
| Burgstall Brugg                                                  | Gestratz-Brugg Waldflur „Inneburg“                       | Höhenburg                                      | Mittelalterlich                      | Abgegangen |                             |
| Burgruine Degelstein                                             | Lindau (Bodensee)- Bad Schachen                          | Niederungsburg (Turmhügelburg), später Schloss | vor 1332                             | Ruine, 1839 abgebrochen. Mauerreste erhalten.                                                                              | weitere Bilder              |
| Burgstall Eggen                                                  | Gestratz-Eggen                                           | Höhenburg, später Schloss                      | Hochmittelalterlich                  | Abgegangen | weitere Bilder              |
| Burgruine Ellhofen                                               | Weiler-Simmerberg-Ellhofen                               | Höhenburg (Spornburg)                          | 13. Jahrhundert                      | Ruine, 1634 zerstört. 1853 teilweise als Steinbruch genutzt. Als Ruine erhalten.                                           | weitere Bilder              |
| Burgstall Heimen                                                 | Opfenbach-Heimen                                         | Höhenburg                                      | Mittelalterlich                      | Abgegangen |                             |
| Burgstall Heimhofen                                              | Grünenbach-Heimhofen Flur „Burgstall“                    | Höhenburg                                      | Mittelalterlich                      | Abgegangen |                             |
| Burgstall Hertnegg                                               | Stiefenhofen-Hertnegg                                    | Höhenburg                                      | Mittelalterlich                      | Abgegangen |                             |
| Burgruine Hohenegg                                               | Grünenbach-Schüttentobel                                 | Höhenburg (Spornburg)                          | um 1171                              | Abgegangen, 1525 stark beschädigt und dem Verfall preisgegeben. 1898 als Steinbruch genutzt. Geringe Mauerreste erkennbar. | weitere Bilder              |
| Schloss Holdereggen                                              | Lindau (Bodensee)- Aeschach                              | Schloss                                        | 1887–1890                            | Seit 1951 Musikschule und Sonderpädagogisches Förderzentrum.                                                               | weitere Bilder              |
| Burgstall Horben                                                 | Gestratz-Horben                                          | Höhenburg                                      | Mittelalterlich                      | Abgegangen |                             |
| Burgstall Ihlingshof                                             | Oberreute-Ihlingshof                                     | Höhenburg (Spornburg)                          | Mittelalterlich                      | Abgegangen |                             |
| Turmhügel Immen                                                  | Sigmarszell-Immen „Auf der Breite“                       | Höhenburg (Turmhügelburg)                      | Mittelalterlich                      | Abgegangen |                             |
| Burgstall Isenbretshofen                                         | Stiefenhofen-Isenbretshofen                              | Höhenburg                                      | Mittelalterlich                      | Abgegangen |                             |
| Burgstall Kreuzberg (ehemalige Waldburg; davor: Burgus Waldburg) | Sigmarszell-Niederstaufen-„Waldberg“                     | Höhenburg                                      | Spätantik / Mittelalterlich          | Abgegangen | weitere Bilder              |
| Burgstall Laiblachsberg                                          | Sigmarszell-Laiblachsberg-„Unterholz“                    | Höhenburg                                      | Mittelalterlich                      | Abgegangen |                             |
| Burgstall Längene                                                | Oberreute-Längene                                        | Höhenburg                                      | Mittelalterlich                      | Abgegangen |                             |
| Burgstall Mapprechts / Unterried                                 | Heimenkirch-Mapprechts / Unterried, Waldflur „Burgstall“ | Höhenburg (Spornburg)                          | Mittelalterlich                      | Abgegangen | weitere Bilder              |
| Schloss Moos                                                     | Lindau (Bodensee)-Aeschach                               | Schloss                                        | ab 1820 errichtet                    | erhalten |                             |
| Burgstall Muthen                                                 | Hergatz-Muthen                                           | Niederungsburg                                 | Mittelalterlich                      | Abgegangen |                             |
| Burgstall Oberreitnau                                            | Lindau (Bodensee)-Oberreitnau                            | Höhenburg                                      | Mittelalterlich                      | Abgegangen |                             |
| Burgstall Oberscheiben                                           | Weiler-Simmerberg-Oberscheiben                           | Höhenburg                                      | Mittelalterlich                      | Abgegangen |                             |
| Burgstall Ratzenberg                                             | Lindenberg im Allgäu-Ratzenberg                          | Höhenburg                                      | Mittelalterlich                      | Abgegangen | weitere Bilder              |
| Burgruine Ringenberg                                             | Maierhöfen – Ringenberg                                  | Höhenburg (Spornburg)                          | um 1230                              | Ruine, ab 1776 verfallen, Burgturm bis 1892 bewohnt. Turm- und Mauerreste, Halsgraben erhalten.                            | weitere Bilder              |
| Schloss Schachen (Schachen-Schlössle)                            | Lindau (Bodensee)- Bad Schachen                          | Schloss                                        | 15. Jahrhundert                      | Erhalten. Seit 1950 Gaststätte.                                                                                            |                             |
| Abschnittsbefestigung Schalkenried                               | Scheidegg-Schalkenried Flur „Hinterrain“                 | Abschnittsbefestigung                          | Mittelalterlich oder frühneuzeitlich | Abgegangen |                             |
| Burgstall Schmalenberg (auch Burg Schmallenberg)                 | Röthenbach-Schmalenberg                                  | Burg                                           | Mittelalterlich                      | Abgegangen |                             |
| Burgstall Schnattern                                             | Gestratz-Schnattern                                      | Höhenburg (Spornburg)                          | Mittelalterlich                      | Abgegangen |                             |
| Burgstall Schönau                                                | Grünenbach Schönau                                       | Burg                                           | Mittelalterlich                      | Abgegangen |                             |
| Schloss Schönbühl                                                | Lindau (Bodensee)- Schönbühl (beim Golfplatz Lindau)     | Schloss                                        | Mitte 19. Jahrhundert                | Erhalten, im 20. Jahrhundert umgebaut und erweitert                                                                        |                             |
| Burgruine Schreckenmanklitz                                      | Weiler-Simmerberg-Schreckenmanklitz                      | Niederungsburg (Wasserburg)                    | 1366                                 | Abgegangen 1569 bereits als verfallen bezeichnet. Einige Mauerreste erhalten.                                              | weitere Bilder              |
| Burgstall Schlachters                                            | Sigmarszell-Schlachters-„Burgknobel“                     | Höhenburg                                      | Mittelalterlich                      | Abgegangen |                             |
| Burgstall Schlossbühl                                            | Hergensweiler-Mollenberg-„Schlossbühl“                   | Höhenburg                                      | Mittelalterlich                      | Abgegangen |                             |
| Burgstall Schönau                                                | Grünenbach-Schönau                                       | Höhenburg                                      | Mittelalterlich                      | Abgegangen |                             |
| Burgstall Schwarzensee                                           | Hergatz-Schwarzensee-„Halde“                             | Niederungsburg                                 | Mittelalterlich                      | Abgegangen |                             |
| Burgstall Schweineburg                                           | Gestratz-Schweineburg                                    | Höhenburg (Spornburg)                          | Mittelalterlich                      | Abgegangen |                             |
| Schloss Senftenau                                                | Lindau (Bodensee)- Aeschach                              | Schloss                                        | 13. Jahrhundert                      | Erhalten im äußeren Zustand von 1569. Seit 1918 Privatbesitz.                                                              | weitere Bilder              |
| Burgstall Simmerberg                                             | Weiler-Simmerberg-Simmerberg-„Sinkenberg“                | Höhenburg                                      | Mittelalterlich                      | Abgegangen |                             |
| Burgstall Staufenberg                                            | Grünenbach-„Staufenberg“                                 | Höhenburg                                      | Mittelalterlich                      | Abgegangen |                             |
| Schloss Syrgenstein                                              | Heimenkirch-Schloss Syrgenstein                          | Schloss, zuvor Höhenburg                       | 1265                                 | Bis 1480 nach Brand abgegangen. 1496 als Schloss wieder aufgebaut. Erhalten und vom Eigentümer bewohnt.                    | weitere Bilder              |
| Burgstall Tannenfels                                             | Heimenkirch-Wolfertshofen „Burgstall Tannenfels“         | Höhenburg (Spornburg)                          | Mittelalterlich                      | Abgegangen |                             |
| Burgstall Tannenfels                                             | Opfenbach-Heimen-„Tannenfels“                            | Höhenburg                                      | Mittelalterlich                      | Abgegangen |                             |
| Burgstall Taubenberg                                             | Bodolz-Taubenberg                                        | Niederungsburg                                 | Mittelalterlich                      | Abgegangen |                             |
| Burgstall Thalendorf                                             | Gestratz-Thalendorf                                      | Höhenburg (Spornburg)                          | Mittelalterlich                      | Abgegangen |                             |
| Schloss Unterreitnau                                             | Lindau (Bodensee)-Unterreitnau                           | Schloss                                        | Mittelalterlich                      | Abgegangen |                             |
| Schloss Wasserburg                                               | Wasserburg (Bodensee)                                    | Schloss                                        | 1537 und 1555                        | An Stelle von Klosterbauten aus dem 10. Jahrhundert.                                                                       | weitere Bilder              |
| Burgstall Widdum                                                 | Sigmarszell-Widdum                                       | Höhenburg                                      | Mittelalterlich                      | Abgegangen |                             |
| Schloss Wohmbrechts                                              | Hergatz-Wohmbrechts                                      | Schloss, zuvor Niederungsburg                  | 13./14. Jahrhundert                  | 1952 abgerissen. Untere Stockwerke des Fluchtturms im heutigen Kirchturm erhalten.                                         |                             |
| Burg Zwirkenberg                                                 | Gestratz-Zwirkenberg                                     | Höhenburg (Spornburg)                          | Mittelalterlich                      | Abgegangen |                             |

### Landkreis Neu-Ulm
| Name                                                                            | Ort                      | Typ        | Entstehungszeit | Erhaltungszustand und heutige Nutzung | Bild |
| ------------------------------------------------------------------------------- | ------------------------ | ---------- | --- | --- | ---- |
| Schloss Beuren                                                                  | Pfaffenhofen an der Roth | Schloss    | | |      |
| Schloss Hausen                                                                  | Neu-Ulm                  | Schloss    | 1768 von dem Ulmer Bürgermeister Heinrich Besserer erbaut. 1924 nach Brand durch Julius Schulte-Frohlinde wiederhergestellt | Privatbesitz durch Familie Besserer |      |
| Schloss Holzschwang                                                             | Neu-Ulm-Holzschwang      | Schloss    | 1561 durch die Ulmer Patrizierfamilie von Roth errichtet. 1762 Umbau im barocken Stil mit Portal | Privatbesitz durch Familie Neubronner |      |
| Schloss Illereichen                                                             | Altenstadt               | Schloss    | | |      |
| Schloss Illertissen (sogenanntes Vöhlinschloss)                                 | Illertissen              | Schloss    | 12./13. Jahrhundert | Zunächst als Burg errichtet, 1520 im Stil der Renaissance umgebaut. Heute Bienen- und Heimatmuseum. Seit 2010 auch Hochschulzentrum.                                                 |      |
| Schloss Jedelhausen                                                             | Neu-Ulm-Jedelhausen      | Schloss    | 1572 von Hans Claus erbaut | im Privatbesitz Familie Claus |      |
| Schloss Neubronn                                                                | Neu-Ulm-Holzschwang      | Schloss    | um 1559 mit 4 Ecktürmen erbaut. Bis ins 17. Jahrhundert im Besitz der Kaufmannsfamilie Gienger aus Ulm | |      |
| Burgruine Neuhausen                                                             | Neu-Ulm-Holzheim         | Burg       | Auf dem Burghügel zylindrischer Turm, wohl spätes 15. Jahrhundert. | |      |
| Schloss Obenhausen                                                              | Buch                     | Schloss    | | Ursprünglich mittelalterliche Wasserburg, im 16. Jahrhundert zum Schloss umgebaut und im 18. Jahrhundert erweitert. 1889–1891 Aufstockung und Anbau des Treppenhauses. Privatbesitz. |      |
| Schlössle Offenhausen                                                           | Neu-Ulm-Offenhausen      | Schloss    | um 1300 Errichtung eines Rittersitzes. 1555 über dem alten Rittersitz durch die Familie Ehinger von Balzheim als Sommersitz errichtet. 1678 Umwandlung in ein Gasthaus. 1805 während der Schlacht bei Elchingen Quartier von Kaiser Napoleon Bonaparte. | seit 1879 bis heute im Besitz der Familie Zoller |      |
| Schloss Osterberg                                                               | Osterberg                | Schloss    | 16./17. Jahrhundert | 1720 und 1915 umgebaut. Privatbesitz. |      |
| Schloss Reutti                                                                  | Neu-Ulm-Reutti           | Schloss    | 1550 bis 1554 durch die Ulmer Patrizierfamilie von Roth auf älterer Grundlage errichtet. 1805 Quartier des französischen Kaisers Napoleon Bonaparte | heutige Nutzung durch Eigentumswohnungen, Familie von Roth |      |
| Schloss Roggenburg                                                              | Roggenburg               | Schloss    | 1716 | im Bestand erhalten |      |
| Schloss Steinheim                                                               | Neu-Ulm-Steinheim        | Schloss    | um 1619 errichtet für die Ulmer Patrizier Albrecht und Magdalena Schleicher | Familie Schleicher |      |
| Herrensitz Steinheim                                                            | Neu-Ulm-Steinheim        | Herrensitz | vermutlich im 16. Jahrhundert errichtet | heute stark verändertes Wohnhaus, in Privatbesitz |      |
| Patrizierschlößchen Steinheim                                                   | Neu-Ulm-Steinheim        | Herrensitz | im 18. Jahrhundert | Umbau eines älteren Gebäudes zu seiner heutigen Form, in Privatbesitz |      |
| Schloss Tiefenbach                                                              | Neu-Ulm-Holzschwang      | Schloss    | im 14. Jahrhundert Erwähnung als Lehen des Bistums Augsburg. Ab 1424 im Besitz verschiedener Ulmer Patrizierfamilien. Im 16. Jahrhundert Errichtung des jetzigen Schlosses                                                                              | heutige Nutzung als Bauernhof, in Privatbesitz Familie von Besserer |      |
| Altes Schloss Weißenhorn (sogenanntes Rechbergschloss oder auch Neuffenschloss) | Weißenhorn               | Schloss    | 1460 | 1735 barockisiert. Neben dem Fuggerschloss gelegen. Erhalten. (Im Bild rechts) |      |
| Neues Schloss Weißenhorn (sogenanntes Fuggerschloss)                            | Weißenhorn               | Schloss    | 1513 | 1735 barockisiert. Neben dem Neuffenschloss gelegen. Erhalten. (Im Bild links) |      |

### Landkreis Oberallgäu
| Name                                        | Ort                                                                                      | Typ                             | Entstehungszeit                                                   | Erhaltungszustand und heutige Nutzung | Bild                                                                        |
| ------------------------------------------- | ---------------------------------------------------------------------------------------- | ------------------------------- | ----------------------------------------------------------------- | --- | --------------------------------------------------------------------------- |
| Burgus Ahegg                                | Buchenberg-Ahegg                                                                         | Burg                            | 4./5. Jahrhundert                                                 | Ursprünglich Wohn- und Wachturm am Limes. Nach Abzug der Römer Verwendung der Mauern zum Aufbau einer Burg. Massives Mauergeviert rekonstruiert erhalten.                            |                                                                             |
| Burgstall Ahegg                             | Buchenberg-Ahegg, rund 100 Meter nördlich des Burgus                                     | Höhenburg (Spornburg)           | Mittelalterlich                                                   | Abgegangen |                                                                             |
| Burgstall Alte-Burg                         | Durach-Halde                                                                             | Höhenburg, Spornburg            | Mittelalterlich                                                   | Abgegangen, Bodendenkmal |                                                                             |
| Burgruine Alttrauchburg                     | Weitnau                                                                                  | Burg                            | 1100–1200                                                         | 1525 beschädigt, nach 1546 stärker befestigt. 1690 verlassen und ab 1729 als Steinbruch genutzt. Als Ruine erhalten.                                                                 |                                                                             |
| Burgruine Baltenstein                       | Betzigau-Baltenstein                                                                     | Höhenburg, Spornlage            | um 1200                                                           | Burgruine, während des 16. Jahrhunderts verlassen und verfallen, wenige Mauerreste eines Wohnturmes erhalten                                                                         |                                                                             |
| Burgstall Berghofen                         | Sonthofen-Berghofen                                                                      | Höhenburg, Spornburg            | Mittelalterlich                                                   | Abgegangen |                                                                             |
| Burgstall Biberschwang                      | Altusried-Biberschwang                                                                   | Höhenburg, Spornburg            | Mittelalterlich                                                   | Abgegangen |                                                                             |
| Burgstall Bihlerdorf-Oberzollbrücke         | Blaichach-Bihlerdorf                                                                     | Höhenburg                       | Mittelalterlich                                                   | Burgstallrest, Wall und Graben erhalten Bodendenkmal |                                                                             |
| Wallburg Bihlerdorf                         | Blaichach-Bihlerdorf                                                                     | Wallburg                        | Vor- und Frühgeschichtlich, oder Mittelalterlich                  | Abgegangen, Bodendenkmal |                                                                             |
| Fliehburg Bodelsberg                        | Durach-Bodelsberg                                                                        | Fliehburg                       | Vor- und Frühgeschichtlich, oder Mittelalterlich                  | Wallreste erhalten, Bodendenkmal |                                                                             |
| Burgstall Buchenberg (ehem. Burg Campimont) | Buchenberg                                                                               | Höhenburg (Spornburg)           | Mittelalterlich                                                   | Abgegangen, Wall und Graben erhalten Bodendenkmal |                                                                             |
| Burgstall Bürgle                            | Bad Hindelang-Reckenberg Bergsporn über dem Kalkwerk an der B-308                        | Höhenburg                       | Mittelalterlich                                                   | Abgegangen, Wallrest erhalten | Burgstall Bürgle, auf Bergsporn links über dem Kalkwerk                     |
| Burgstall Burg                              | Altusried-Burg                                                                           | Höhenburg                       | Mittelalterlich                                                   | Abgegangen |                                                                             |
| Burgruine Burgberg                          | Burgberg im Allgäu                                                                       | Burg                            | um 1140                                                           | Um 1650 ausgebrannt und als Steinbruch verwendet. Ruine erhalten. |                                                                             |
| Burgstall Burgegg                           | Fischen im Allgäu-Burgegg                                                                | Burgstall                       | Mittelalterlich                                                   | Abgegangen, Burgstall erhalten, Gedenkstein, Bodendenkmal | weitere Bilder                                                              |
| Wallburg am Burgschrofen                    | Bad Hindelang-„Burgschrofen“ (Berg)                                                      | Wallburg                        | Vor- und Frühgeschichtlich oder Mittelalterlich                   | Abgegangen, Bodendenkmal | Burgschrofen                                                                |
| Wallburg Dengelstein                        | Durach-Kempter Wald                                                                      | Wallburg                        | Vor- und Frühgeschichtlich                                        | Bodendenkmal | weitere Bilder                                                              |
| Burgstall Dietersburg                       | Dietmannsried-Graben                                                                     | Höhenburg, Hügelburg            | Mittelalterlich                                                   | Abgegangen, Burgstall, Gedenkstein, Bodendenkmal | weitere Bilder                                                              |
| Burg Dietmannsried                          | Dietmannsried                                                                            | Niederungsburg, Turmhügelburg   | Mittelalterlich                                                   | Abgegangen, Wassergraben erhalten | weitere Bilder                                                              |
| Burgstall Dietmannsried                     | Dietmannsried                                                                            | Höhenburg, Spornburg            | Mittelalterlich                                                   | Abgegangen, Bodendenkmal |                                                                             |
| Burg Ermengerst                             | Wiggensbach-Ermengerst                                                                   | Burg                            | erwähnt 1037                                                      | Abgegangen, keine Reste erhalten |                                                                             |
| Burgruine Ettensberg                        | Blaichach-Ettensberg                                                                     | Burg                            | vor 1377                                                          | Ab 1562 verfallen und als Steinbruch genutzt. Fundamentreste erkennbar. |                                                                             |
| Burgruine Finkelsburg                       | Rettenberg                                                                               | Burg                            | 1100–1200                                                         | Im 14. Jahrhundert zerstört. Geringer Rest eines Wohnturms erhalten. |                                                                             |
| Burgruine Fluhenstein                       | Sonthofen                                                                                | Burg                            | 14. Jahrhundert                                                   | 1808 auf Abbruch verkauft. Teilweise als Ruine erhalten. Privatbesitz. |                                                                             |
| Schanze auf der Gähwinde                    | Bad Hindelang-Oberjoch (Passhöhe am Oberjochpass)                                        | Schanze                         | Neuzeitlich                                                       | Bodendenkmal |                                                                             |
| Burgstall Gfäll                             | Dietmannsried-Gefällmühle                                                                | Höhenburg, Spornburg            | Mittelalterlich                                                   | Abgegangen |                                                                             |
| Burgstall Häuser                            | Burgberg im Allgäu-Häuser                                                                | Niederungsburg, Hügelburg       | Mittelalterlich                                                   | Abgegangen, Burgstallrest erhalten Bodendenkmal |                                                                             |
| Wallburg Halde                              | Durach-Halde                                                                             | Wallburg                        | Vor- und Frühgeschichtlich, oder Mittelalterlich                  | Bodendenkmal |                                                                             |
| Wallburg oberhalb Haldenmühle               | Dietmannsried-Haldenmühle Bergsporn am „Sachsenrieder Tobel“                             | Wallburg                        | Vor- und Frühgeschichtlich, oder Mittelalterlich                  | Abgegangen, Wall- und Grabenreste erhalten, Gedenkstein, Bodendenkmal |                                                                             |
| Burghalde Haldenwang                        | Haldenwang „Burghalde“                                                                   | Befestigte Bergkuppe            | Spätantik / Mittelalterlich                                       | Reste einer mittelalterlichen Befestigungsanlage; mutmaßlich zuvor römischer Burgus                                                                                                  |                                                                             |
| Burgstall Haslach                           | Haldenwang-Haslach                                                                       | Spornburg                       | Mittelalterlich                                                   | Abgegangen, Burgstall erhalten, Bodendenkmal |                                                                             |
| Wasserburg Haslach                          | Dietmannsried-Haslach                                                                    | Wasserburg                      | Mittelalterlich                                                   | Abgegangen, Burgstall, kreisrunder Graben, Gedenkstein, Bodendenkmal | Gedenkstein Wasserburg Haslach                                              |
| Burgstall Heberlings                        | Durach-Heberlings                                                                        | Höhenburg                       | Mittelalterlich, um 1555 zerstört                                 | Abgegangen, Gedenkstein, Bodendenkmal |                                                                             |
| Burgstall Hehlen                            | Buchenberg-Hehlen                                                                        | Höhenburg, Gipfelburg           |                                                                   | Abgegangen |                                                                             |
| Burgstall Heidach                           | Durach-Heidach                                                                           | Höhenburg, Hügelburg            | Mittelalterlich                                                   | Abgegangen, Bodendenkmal |                                                                             |
| Burgstall Heinzelberg                       | Betzigau-Heinzelberg                                                                     | Höhenburg, Hügelburg            | Mittelalterlich                                                   | Abgegangen |                                                                             |
| Burgstall Hindelang                         | Bad Hindelang-Groß                                                                       | Höhenburg, Hügelburg            | um 1150                                                           | Abgegangen, markanter Burghügel und Graben erhalten, Gedenkstein | weitere Bilder                                                              |
| Schloss Hindelang                           | Bad Hindelang Ortsmitte                                                                  | Schloss                         | 1652–1660 erbaut als Jagdschloss                                  | Sommerresidenz der Augsburger Fürstbischöfe bis 1805; dann Brauhaus, Schulhaus, heute Rathaus                                                                                        | weitere Bilder                                                              |
| Burg Hohentann                              | Altusried-Hohentann                                                                      | Burg                            | 12. Jahrhundert                                                   | Ab 1803 als Steinbruch genutzt. Fundamentreste erkennbar. |                                                                             |
| Burgruine Hugofels                          | Immenstadt im Allgäu                                                                     | Burg                            | 13. Jahrhundert                                                   | Ab 1567 dem Verfall preisgegeben. Weniges Mauerwerk und Kellergewölbe als Ruine erhalten.                                                                                            |                                                                             |
| Burgstall Illerberg                         | Dietmannsried-Komposten                                                                  | Höhenburg, Spornburg            | 13. Jahrhundert                                                   | Abgegangen, Gedenkstein, Bodendenkmal |                                                                             |
| Stadtschloss Immenstadt                     | Immenstadt im Allgäu                                                                     | Schloss                         | 1550                                                              | Zunächst Amtshaus, 1595–1620 zu Schloss erweitert und 1746 erweitert. 1973 Abbruch des Westflügels. Privatbesitz.                                                                    |                                                                             |
| Schanze an der Jochstraße                   | Bad Hindelang-Jochstraße Kanzelringweg                                                   | Schanze                         | 1796 erbaut als Schanzanlage der Franzosenkriege                  | niedriger Erdwall erhalten, Bodendenkmal | Jochstraße um 1900                                                          |
| Burgruine Alt-Kalden                        | Altusried-Kalden                                                                         | Höhenburg, Spornburg            | 1128 erwähnt                                                      | Abgegangen, vor 1500 zerstört, Stelle der Burg größtenteils zu Tal abgerutscht |                                                                             |
| Burgruine Neu-Kalden                        | Altusried-Kalden                                                                         | Höhenburg, Spornburg            | 1515                                                              | Burgruine, 1692 aufgelassen und 1840 bis auf ein Turmfragment abgetragen |                                                                             |
| Burgstall Kapf                              | Altusried-Buch an der Iller                                                              | Höhenburg, Spornburg            | Mittelalterlich                                                   | Abgegangen |                                                                             |
| Wallburg Kenels                             | Buchenberg-Kenels                                                                        | Wallburg                        | Vor- und Frühgeschichtlich oder Mittelalterlich                   | Bodendenkmal |                                                                             |
| Burg Kierwang                               | Bolsterlang-Bauhof                                                                       | Höhenburg (Gipfelburg)          | Mittelalterlich                                                   | Abgegangen, mehrere Ringwälle erhalten |                                                                             |
| Jagdschloss Kiesels                         | Dietmannsried-Kiesels                                                                    | Jagdschloss                     | 1773                                                              | erhalten, ehemaliges Jagdschloss der Fürstäbte von Kempten mit anliegendem Gutshof                                                                                                   | ehemaliges Jagdschloss der Fürstäbte von Kempten                            |
| Burg Alt-Kranzegg                           | Oy-Mittelberg-Burgkranzegg                                                               | Höhenburg, Spornburg            | 13. Jahrhundert                                                   | Burgruine, wenig Mauerwerk erhalten |                                                                             |
| Burg Neu-Kranzegg                           | Oy-Mittelberg-Burgkranzegg                                                               | Höhenburg, Spornburg            | Mittelalterlich                                                   | Abgegangen |                                                                             |
| Burg Kutten                                 | Wiggensbach-Waldegg                                                                      | Niederungsburg                  | unbekannt                                                         | Abgegangen, keine Reste erhalten |                                                                             |
| Burgruine Langenegg                         | Waltenhofen                                                                              | Burg                            | 11. Jahrhundert                                                   | 1647 dem Verfall preisgegeben. Bergfried ab 1734 als Zucht- und Armenhaus genutzt. Teil des Bergfrieds als Ruine erhalten.                                                           |                                                                             |
| Burgruine Laubenbergerstein                 | Immenstadt im Allgäu                                                                     | Burg                            | 12. Jahrhundert                                                   | 1629 bereits teilweise verfallen. Als Ruine erhalten. |                                                                             |
| Burg Laufen                                 | Durach-Laufen                                                                            | Niederungsburg, Wasserburg      | Mittelalterlich, Geschlecht wurde 1180 erstmals erwähnt           | Abgegangen, Burgstallrest erhalten, Genkstein, Bodendenkmal |                                                                             |
| Burgstall Linsen                            | Waltenhofen-Linsen                                                                       | Höhenburg, Spornburg            | vor 1319                                                          | Abgegangen, Reste von Grundmauern erhalten |                                                                             |
| Wallburg Mannenschley                       | Dietmannsried-Mannenschley                                                               | Wallburg, Abschnittsbefestigung | Vor- und Frühgeschichtlich, Mittelalterlich, oder Frühneuzeitlich | Abgegangen, Burghügel und Graben erhalten, Gedenkstein, Bodendenkmal |                                                                             |
| Burgstall Masers                            | Buchenberg-Masers                                                                        | Burg                            | Mittelalterlich                                                   | Abgegangen |                                                                             |
| Schloss Neuburg                             | Haldenwang-Neuburg                                                                       | Schloss                         | 1479 erwähnt                                                      | Erhalten, Bodendenkmal | Schloss Neuburg, Gemeinde Haldenwang                                        |
| Burgruine Neuenburg                         | Durach-Burg                                                                              | Höhenburg, Spornburg            | nach 1300                                                         | 1642 aufgelassen und als Steinbruch ausgebeutet. Ruine des Bergfrieds und Mauerreste erhalten                                                                                        | weitere Bilder                                                              |
| Burgstall Obermühlegg                       | Bolsterlang-Obermühlegg / Gundelsberg „Schlossköpfle“                                    | Höhenburg                       | Mittelalterlich                                                   | Abgegangen, Wall und Grabenreste erhalten, Gedenkstein Bodendenkmal |                                                                             |
| Burgstall Ottenstall                        | Altusried-Ottenstall                                                                     | Höhenburg                       | Mittelalterlich                                                   | Abgegangen |                                                                             |
| Burgstall Radsperre                         | Altusried-Radsperre                                                                      | Höhenburg                       | Mittelalterlich                                                   | Abgegangen |                                                                             |
| Burgstall Raschenberg                       | Weitnau-Eisenbolz                                                                        | Spornburg                       | Mittelalterlich                                                   | Abgegangen |                                                                             |
| Schloss Rauhenzell                          | Immenstadt im Allgäu                                                                     | Schloss                         | 1555                                                              | 1878 in barockem Stil umgestaltet. Erhalten, Privatbesitz. |                                                                             |
| Burgruine Rauhlaubenberg                    | Immenstadt im Allgäu                                                                     | Burg                            | 13. Jahrhundert                                                   | 1579 abgebrannt und aufgegeben. Mauerreste erhalten. |                                                                             |
| Schwedenschanze Reicholzried                | Dietmannsried-Reicholzried (Innerorts)                                                   | Schanze                         | Frühneuzeitlich                                                   | Bodendenkmal |                                                                             |
| Burgstall Rothen                            | Durach-Rothen (600 m SSO) auf Bergsporn                                                  | Burgstall                       | Mittelalterlich                                                   | Abgegangen, Bodendenkmal |                                                                             |
| Burgstall Hinter-Rothen                     | Durach-Rothen beim „Tobias“ an der Durachbrücke                                          | Burgstall                       | Mittelalterlich                                                   | Abgegangen, Bodendenkmal |                                                                             |
| Burgruine Rothenfels                        | Immenstadt im Allgäu                                                                     | Burg                            | 13. Jahrhundert                                                   | 1462 durch Blitzschlag zerstört und wieder aufgebaut. 1816–1818 Abbruch. Mauerzug erhalten.                                                                                          |                                                                             |
| Burgstall Sachsenried                       | Dietmannsried-Sachsenried                                                                | Höhenburg                       | Mittelalterlich                                                   | Abgegangen, Burghügel und Grabenrest erhalten, Gedenkstein, Bodendenkmal |                                                                             |
| Burgstall Schachenberg                      | Burgberg im Allgäu „Schachenberg“                                                        | Höhenburg                       | Mittelalterlich                                                   | Abgegangen, Burgstall und Halsgraben erhalten Bodendenkmal |                                                                             |
| Wallburg Schanz                             | Burgberg im Allgäu „Schanz“                                                              | Wallburg                        | Vor- und Frühgeschichtlich                                        | Bodendenkmal |                                                                             |
| Im Schänzle                                 | Bad Hindelang zwischen Schänzlespitze und Schänzlekopf                                   | Schanze                         | Frühneuzeitlich                                                   | Größtenteils erhalten | weitere Bilder                                                              |
| Burgstall Schloßbühl (Oberstaufen)          | Oberstaufen-Zell                                                                         | Burg                            | Mittelalterlich                                                   | Abgegangen |                                                                             |
| Burgstall Schloßbühl (Weitnau)              | Weitnau-Hellengerst                                                                      | Burg                            | Mittelalterlich                                                   | Abgegangen |                                                                             |
| Burg Schmidsreute                           | Wiggensbach-Schmidsreute                                                                 | Burg                            | unbekannt                                                         | Abgegangen, keine Reste erhalten |                                                                             |
| Burgruine Schöneberg                        | Betzigau                                                                                 | Burg                            | 900–1000                                                          | Ab dem 17. Jahrhundert verfallen. Turmrest erhalten. |                                                                             |
| Burgstall Schrattenbach „Auf dem Kapf“      | Dietmannsried-Schrattenbach „Auf dem Kapf“                                               | Höhenburg, Gipfelburg           | Mittelalterlich                                                   | Abgegangen, Burghügel und Grabenrest erhalten, Bodendenkmal | Burgstall Schrattenbach „Auf dem Kapf“, heute Kapfkapelle auf dem Burghügel |
| Große Schwedenschanze                       | Buchenberg-Kürnacher Wald am Ursersberg                                                  | Schanze                         | Frühneuzeitlich                                                   | Bodendenkmal |                                                                             |
| Kleine Schwedenschanze                      | Buchenberg-Kürnacher Wald am Berg Änger                                                  | Schanze                         | Frühneuzeitlich                                                   | Bodendenkmal |                                                                             |
| Burgstall Sibratshofen                      | Weitnau-Sibratshofen                                                                     | Höhenburg, Spornburg            | Mittelalterlich                                                   | Abgegangen |                                                                             |
| Schloss Staufen                             | Oberstaufen                                                                              | Burg Schloss                    | Mittelalterlich Frühneuzeitlich                                   | Burg des Mittelalters und Schloss der frühen Neuzeit Abgegangen | Burg Staufen 1635                                                           |
| Burgstall Stockach                          | Buchenberg-Stockach                                                                      | Höhenburg (Spornburg)           | Mittelalterlich                                                   | Abgegangen |                                                                             |
| Burgruine Sulzberg                          | Sulzberg                                                                                 | Burg                            | um 1170                                                           | 1648 aufgegeben, verfallen und als Steinbruch genutzt. Wesentliche Teile als Ruine erhalten.                                                                                         |                                                                             |
| Burg Suseck                                 | Wiggensbach-Westenried                                                                   | Burg                            | 1451 genannt                                                      | Abgegangen, Hügel und Grabenreste |                                                                             |
| Burgruine Thurn                             | Oberstaufen-Vorderreute                                                                  | Burg                            | vor 1285                                                          | Turm- und Kellereste erhalten |                                                                             |
| Burgstall Überbach                          | Dietmannsried-Überbach                                                                   | Niederungsburg                  | Mittelalterlich                                                   | Abgegangen, Burgstallrest erhalten, Gedenkstein, Bodendenkmal | Gedenkstein am Burgstall der Burg Überbach                                  |
| Burgstall Untere Burg                       | Weitnau-Waltrams                                                                         | Niederungsburg                  | Mittelalterlich                                                   | Abgegangen |                                                                             |
| Burgstall Untermühlegg                      | Bolsterlang-Untermühlegg „Schlossbichl“                                                  | Höhenburg                       | Mittelalterlich                                                   | Abgegangen, Burghügel und Halsgraben erhalten Bodendenkmal |                                                                             |
| Burgruine Vorderburg                        | Rettenberg                                                                               | Burg                            | um 1100                                                           | 1562 ausgebrannt, notdürftig instand gesetzt. 1735 endgültig aufgegeben und verfallen. Einige Mauerzüge ungesichert erhalten.                                                        |                                                                             |
| Burg Wagegg                                 | Haldenwang-Wagegg                                                                        | Höhenburg, Spornburg            | um 1170                                                           | Nach 1581 zunehmend verfallen. 1715 zum Schloss mit Gärten und Weihern ausgebaut. 1806 aufgegeben und als Steinbruch genutzt. Als Ruine teilweise erhalten.                          | weitere Bilder                                                              |
| Schanzenrest Walkenberg                     | Altusried-Hohentanner Wald auf dem 952 m hohen „Walkenberg“ (Berg)                       | Rechteckschanze                 | Frühneuzeitlich                                                   | Wall- und Grabenreste erhalten |                                                                             |
| Wallburg Walkenberg                         | Altusried-Walkenberg Südöstlich, gegenüber dem Dorf, auf einem Sporn über dem Eschachtal | Abschnittsbefestigung           | Vor- und Frühgeschichtlich                                        | Wall- und Grabenreste erhalten |                                                                             |
| Burgruine Werdenstein                       | Immenstadt im Allgäu-Werdenstein                                                         | Höhenburg, Hügelburg            | vor 1239                                                          | Burgruine, 1796 aufgegeben und zum Abbruch verkauft, heute Nutzung als Bier- und Gastgarten des Burg-Cafés                                                                           |                                                                             |
| Burgstall Weitnau                           | Weitnau                                                                                  | Burg                            |                                                                   | Abgegangen |                                                                             |
| Burgruine Wolkenberg                        | Wildpoldsried                                                                            | Burg                            | 12./13. Jahrhundert                                               | 1525 und 1632 niedergebrannt und jeweils notdürftig wieder aufgebaut. 1642–1695 Nutzung als Brauhaus. Nach deren Brand Aufgabe der Burg und Verfall. Gesicherte Mauerreste erhalten. |                                                                             |
| Burg Alt-Wörthenstein                       | Immenstadt im Allgäu-Gnadenberg                                                          | Höhenburg, Spornlage            | Mittelalterlich                                                   | Abgegangen |                                                                             |

### Landkreis Ostallgäu
| Name                                | Ort                                                                | Typ                             | Entstehungszeit                                 | Erhaltungszustand und heutige Nutzung | Bild |
| ----------------------------------- | ------------------------------------------------------------------ | ------------------------------- | ----------------------------------------------- | --- | ---- |
| Kirchenburg Altdorf                 | Biessenhofen-Altdorf                                               | Kirchenburg                     | Spätmittelalterlich                             | Teilweise erhalten, einer von ehemals vier halbrunden Schalentürmen der Friedhofsbefestigung erhalten |      |
| Schloss Altensberg                  | Kaltental-Altensberg                                               | Schloss, zuvor Burg             | Burg mittelalterlich, Schloss frühneuzeitlich   | Abgegangen |      |
| Burgstall Am Felsen                 | Roßhaupten-„Am Felsen“                                             | Höhenburg                       | Mittelalterlich                                 | Abgegangen |      |
| Burgstall Apfeltrang                | Ruderatshofen-Apfeltrang-„Thanscharer Wiesen“                      | Höhenburg                       | Mittelalterlich                                 | Abgegangen |      |
| Burgstall Aufhofen I                | Kaltental-Aufkirch                                                 | Höhenburg                       | Mittelalterlich                                 | Abgegangen |      |
| Burgstall Aufhofen II               | Kaltental-Aufkirch                                                 | Höhenburg                       | Mittelalterlich                                 | Abgegangen |      |
| Burgstall Bertoldshofen             | Marktoberdorf-Bertoldshofen-„Schlossberg“                          | Höhenburg (Spornburg)           | Mittelalterlich                                 | Abgegangen |      |
| Schloss Bullachberg                 | Schwangau-Alterschrofen-„Bullachberg“                              | Schloss                         | 1905                                            | Ab 1927 Wohnsitz von Rafael Prinz von Thurn und Taxis und seiner Familie. Ab 1996 leerstehend. Seit 2013 nun im Besitz einer Unternehmerin                                                                   |      |
| Burgstall bei Burgstall             | Obergünzburg-Burgstall                                             | Höhenburg (Spornburg)           | Mittelalterlich                                 | Abgegangen |      |
| Burgstall Burk (Burg Seeg)          | Seeg-Burk                                                          | Niederungsburg (Turmhügelburg)  | Vermutlich 12. Jahrhundert                      | Abgegangen, eindrucksvoller Turmhügel erhalten |      |
| Burgstall Ebenhofen                 | Biessenhofen-Ebenhofen                                             | Burgstall                       | Hochmittelalterlich                             | Abgegangen |      |
| Burgstall bei Echt                  | Stötten am Auerberg-Echt                                           | Höhenburg (Spornburg)           | Mittelalterlich                                 | Abgegangen |      |
| Burg Eggenthal                      | Eggenthal-„Seelenberg“                                             | Höhenburg (Spornburg)           | Hochmittelalterlich                             | Abgegangen |      |
| Burgstall Eichelschwang             | Unterthingau-Eichelschwang-„Schweikartswald“                       | Höhenburg (Spornburg)           | Mittelalterlich                                 | Abgegangen, wenige Wallreste erkennbar, Gedenkstein vorhanden |      |
| Burgruine Eisenberg                 | Eisenberg                                                          | Burg                            | um 1315                                         | 1646 ausgebrannt. Als gesicherte Ruine erhalten. |      |
| Burgstall Emmenhausen               | Waal-Emmenhausen                                                   | Niederungsburg (Turmhügelburg)  | Mittelalterlich                                 | Abgegangen, nur der Turmhügel erhalten |      |
| Schloss Emmenhausen                 | Waal-Emmenhausen                                                   | Schloss                         | Spätmittelalterlich                             | Abgegangen |      |
| Burgstall Falkensberg               | Rückholz                                                           | Burgstall                       | unbekannt                                       | keine Mauer- oder Wallreste |      |
| Burgruine Falkenstein               | Pfronten-„Falkenstein“                                             | Höhenburg                       | 1280                                            | 1646 ausgebrannt. Als gesicherte Ruine erhalten. |      |
| Ruine Fliehburg                     | Ruderatshofen-Bergmangalpe-„In der Hölle“                          | Abschnittsbefestigung           | Vor- und frühgeschichtlich                      | Abgegangen |      |
| Burgstall Frauenstein               | Schwangau-„Berzenkopf“                                             | Höhenburg (Spornburg)           | Hochmittelalterlich                             | Abgegangen, Halsgraben und geringe Mauerreste erhalten |      |
| Burgstall Gabis                     | Roßhaupten-„Gabis“                                                 | Höhenburg (Spornburg)           | Mittelalterlich                                 | Abgegangen |      |
| Burgstall Galgenbichel              | Schwangau-Horn-„Galgenbichel“                                      | Höhenburg (Spornburg, Turmburg) | 11. Jahrhundert                                 | Abgegangen, durch den Bau des Schlosses Neuschwanstein zerstört |      |
| Burgstall Gschrift                  | Eisenberg-Gschrift                                                 | Burgstall                       | unbekannt                                       | geringe Mauerreste; Gedenkstein |      |
| Burgstall Günzach                   | Günzach-„Schwarzenbachfeld“                                        | Niederungsburg                  | Mittelalterlich                                 | Abgegangen |      |
| Schloss Günzach                     | Günzach                                                            | Schloss                         | 1730                                            | Erhalten mit Schlossbrauerei und Gastronomie. |      |
| Burgstall Halblech                  | Halblech-Bruckschmid                                               | Höhenburg (Spornburg)           | Mittelalterlich                                 | Abgegangen |      |
| Turmhügel am Haspelweiher           | Waal-Ziegelstadel                                                  | Niederungsburg (Turmhügelburg)  | Mittelalterlich                                 | Abgegangen |      |
| Burgstall Haugen                    | Unterthingau-Haugen                                                | Höhenburg (Gipfelburg)          | Mittelalterlich                                 | Abgegangen |      |
| Burgruine Helmishofen               | Kaltental-Helmishofen                                              | Höhenburg                       | 12. Jahrhundert                                 | 1540 durch Brand zerstört, 1551 wieder aufgebaut. Um 1650 erneut zerstört und wieder aufgebaut. 1792 ausgebrannt und aufgegeben. Bergfried restauriert erhalten.                                             |      |
| Burgstall Helmishofen               | Kaltental-Helmishofen, 330 Meter südlich der Burgruine Helmishofen | Höhenburg                       | Mittelalterlich                                 | Abgegangen |      |
| Burgstall Hiemenhofen               | Ruderatshofen-Hiemenhofen, im Bereich der Magnuskapelle            | Höhenburg (Spornburg)           | Mittelalterlich                                 | Abgegangen |      |
| Burgstall Hochegg                   | Roßhaupten-Hochegg                                                 | Höhenburg                       | Hochmittelalterlich                             | Abgegangen |      |
| Burgruine Hohenfreyberg             | Eisenberg                                                          | Burg                            | 1418                                            | 1646 ausgebrannt. Als gesicherte Ruine erhalten. |      |
| Schloss Hohenschwangau              | Schwangau-„Berzenkopf“                                             | Schloss                         | 12. Jahrhundert                                 | Zunächst als Burg erbaut, bis 1800 zur Ruine verfallen. 1832–1837 im Stil der Neugotik neu errichtet. Unverändert erhalten, Museum.                                                                          |      |
| Hohes Schloss                       | Füssen-„Schlossberg“                                               | Höhenburg (Spornburg)           | 13. Jahrhundert                                 | Auf den Resten eines römischen Kastells errichtet. 1799 Lazarett, um 1825 Sommersitz des bayerischen Kronprinzen. Ab 1863 auch Amtsgericht. Seit 1931 Filialgalerie der Bayerischen Staatsgemäldesammlungen. |      |
| Abschnittsbefestigung Hornburg      | Schwangau-„Hornburg“                                               | Abschnittsbefestigung           | Vor- und frühgeschichtlich                      | Abgegangen |      |
| Abschnittsbefestigung Hörnle        | Roßhaupten-Grünten-„Hörnle“                                        | Abschnittsbefestigung           | Mittelalterlich                                 | Abgegangen |      |
| Burg Hinterhohenschwangau           | Schwangau-„Gassenthomaskopf“                                       | Höhenburg (Spornburg, Turmburg) | 11. Jahrhundert                                 | Abgegangen, durch den Bau des Schlosses Neuschwanstein zerstört |      |
| Burgruine Hopfen                    | Füssen-Hopfen am See                                               | Höhenburg (Spornburg)           | Vor 1172                                        | Bis 1322 als Amtssitz des Füssener Propstes. Danach aufgegeben und verfallen. Als Ruine mit niedrigen Mauerresten erhalten.                                                                                  |      |
| Schloss Hopferau                    | Hopferau                                                           | Schloss                         | 1468                                            | 1830–1840 im Stil der Neugotik umgebaut. Seit 1999 Restaurant und Tagungszentrum. |      |
| Schloss Hörmanshofen                | Biessenhofen-Ottilienberg                                          | Schloss                         | Frühneuzeitlich                                 | Abgegangen, durch die katholische Filial- und Wallfahrtskirche St. Ottilia überbaut |      |
| Turmhügel Hörmanshofen              | Biessenhofen                                                       | Niederungsburg (Turmhügelburg)  | Mittelalterlich                                 | Abgegangen |      |
| Burgstall Irsee (Burg Ursin)        | Irsee                                                              | Höhenburg (Spornburg)           | Vermutlich 10. oder 11. Jahrhundert             | Abgegangen, Stelle heute durch die Pfarrkirche St. Stephan und den dazugehörigen Friedhof überbaut |      |
| Burgstall Kipfenberg                | Unterthingau-Kipfenberg                                            | Niederungsburg                  | Mittelalterlich                                 | Abgegangen |      |
| Schloss Lamerdingen                 | Lamerdingen                                                        | Schloss                         | 1700                                            | Erhalten, Privatbesitz |      |
| Burgstall Lang                      | Günzach-Lang                                                       | Höhenburg (Gipfelburg)          | Mittelalterlich                                 | Abgegangen |      |
| Burgstall Lengenfeld                | Oberostendorf-Lengenfeld-„Stockberg“                               | Höhenburg                       | Mittelalterlich                                 | Abgegangen |      |
| Burgstall Leuterschach              | Marktoberdorf-Leuterschach                                         | Höhenburg (Spornburg)           | Hochmittelalterlich, 1289 erstmals genannt      | Abgegangen |      |
| Burg Liebenthann                    | Obergünzburg-Liebenthann-„Reinwald“                                | Höhenburg (Spornburg)           | Hochmittelalterlich, um 1220 erstmals genannt   | Abgegangen, zwei Gräben, Brunnen und wenig Mauerreste erhalten |      |
| Schloss Marktoberdorf               | Marktoberdorf                                                      | Schloss                         | vor 1424                                        | Zunächst als Burg errichtet. 1722 als Barockschloss neu aufgebaut, 1761 erweitert. Seit 1812/1820 Landgericht und Rentamt, seit 1862 auch Bezirksamt. Heute Sitz der Bayerischen Musikakademie.              |      |
| Burgstall Marktoberdorf             | Marktoberdorf, nördlich der Kläranlage                             | Niederungsburg                  | Mittelalterlich                                 | Abgegangen |      |
| Burgstall Hintere Märzenburg        | Biessenhofen-„Schwesterwald“ und Kaufbeuren                        | Höhenburg (Spornburg)           | Mittelalterlich und vermutlich vorgeschichtlich | Abgegangen, mehrere Abschnittsgräben und -wälle erhalten |      |
| Burg Nesselburg                     | Nesselwang                                                         | Burg                            | vor 1302                                        | Nach Brand 1525 wieder instand gesetzt. 1595 erneut durch Brand unbewohnbar und dem Verfall preisgegeben. 1996 Sanierungsversuch. Als ungesicherte Ruine erhalten.                                           |      |
| Schloss Neuschwanstein              | Schwangau-„Gassenthomaskopf“                                       | Schloss                         | 1869–1884                                       | Auf den Resten zweier mittelalterlicher Burgen erbaut. Endgültige Fertigstellung 1899. Weltweit Sinnbild für die Zeit der Romantik. 1,3 Millionen Besucher im Jahr.                                          |      |
| Burgstall Oberdeusch                | Füssen-Oberdeusch                                                  | Höhenburg                       | Spätmittelalterlich                             | Abgegangen, geringe Wallreste erhalten; Gedenkstein |      |
| Burg Obergünzburg                   | Obergünzburg, am Südrand des alten Friedhofes                      | Höhenburg (Spornburg)           | Mittelalterlich                                 | Abgegangen |      |
| Burgstall Obergünzburg              | Obergünzburg-„Rothleiten“                                          | Höhenburg (Spornburg)           | Mittelalterlich                                 | Abgegangen |      |
| Burgstall Osterberg                 | Unterthingau-Osterberg                                             | Höhenburg (Gipfelburg)          | Mittelalterlich                                 | Abgegangen |      |
| Abschnittsbefestigung Osterzell     | Osterzell                                                          | Abschnittsbefestigung           | Vor- und frühgeschichtlich                      | Abgegangen |      |
| Schloss Osterzell                   | Osterzell                                                          | Schloss                         |                                                 | |      |
| Schloss Reinhardsried               | Unterthingau-Reinhardsried                                         | Schloss                         | Frühneuzeitlich                                 | Abgegangen |      |
| Burgstall Romatsried                | Eggenthal-Romatsried-Flur „Burgstall“                              | Höhenburg (Spornburg)           | 11. Jahrhundert                                 | Abgegangen, Gräben und Wälle erhalten |      |
| Burg Ronsberg                       | Ronsberg                                                           | Höhenburg (Spornburg)           | vor 1130                                        | Abgegangen, Burgkapelle, Gräben und Wälle erhalten |      |
| Burgstall Schweinlang               | Kraftisried-Schweinlang                                            | Höhenburg (Spornburg)           | Mittelalterlich                                 | Abgegangen |      |
| Burgstall Schwenden                 | Marktoberdorf-Schwenden                                            | Höhenburg (Spornburg)           | Hochmittelalterlich, 1341 erstmals genannt      | Abgegangen |      |
| Burgstall Seelenberg                | Unterthingau-„Seelenberg“                                          | Höhenburg (Gipfelburg)          | Mittelalterlich                                 | Abgegangen, Kapelle Maria Seelenberg |      |
| Burgstall Sellthüren                | Günzach-Sellthüren                                                 | Niederungsburg                  | Mittelalterlich                                 | Abgegangen |      |
| Burg Stein                          | Markt Rettenbach-Stein                                             | Höhenburg (Spornburg)           | 1130                                            | Abgegangen, 1815 ausgebrannt, Graben und Gedenkstein vorhanden |      |
| Burgstall Thalhofen                 | Marktoberdorf-Thalhofen an der Wertach                             | Niederungsburg                  | Mittelalterlich                                 | Abgegangen, durch die katholische Pfarrkirche St. Michael überbaut |      |
| Burgstall Unterlöchlers             | Rettenbach am Auerberg-Unterlöchlers                               | Höhenburg (Spornburg)           | Mittelalterlich                                 | Abgegangen |      |
| Burgstall Unterthingau              | Unterthingau                                                       | Niederungsburg                  | Mittelalterlich                                 | Abgegangen |      |
| Schloss Unterthingau                | Unterthingau                                                       | Schloss                         | 16. Jahrhundert                                 | Heute Gemeindeverwaltung, Gemeinde- und Pfarrbücherei |      |
| Burg Vorderhohenschwangau           | Schwangau-„Gassenthomaskopf“                                       | Höhenburg (Spornburg)           | 11. Jahrhundert                                 | Abgegangen, durch den Bau des Schlosses Neuschwanstein zerstört |      |
| Schloss Waal                        | Waal                                                               | Schloss, zuvor Burg             | Burg 1397 zerstört                              | Erhalten |      |
| Schloss Weizern                     | Eisenberg-Weizern                                                  | Herrensitz                      | 1711                                            | Ursprung vor 1257. 1900–1959 Gastwirtschaft, seit 1978 Privatbesitz. |      |
| Abschnittsbefestigung Welberschanze | Osterzell-Ödwang-„Welberholz“                                      | Abschnittsbefestigung           | Frühmittelalterlich                             | Abgegangen, mehrere Abschnittswälle erhalten |      |
| Schloss Westerried                  | Kraftisried-Westerried                                             | Schloss, zuvor Niederungsburg   | Burg mittelalterlich, Schloss frühneuzeitlich   | Abgegangen |      |

### Landkreis Unterallgäu
| Name                               | Ort                           | Typ                                                                  | Entstehungszeit                                    | Erhaltungszustand und heutige Nutzung | Bild |
| ---------------------------------- | ----------------------------- | -------------------------------------------------------------------- | -------------------------------------------------- | --- | ---- |
| Burg Angelberg                     | Tussenhausen-Einöde Angelberg | Burgstall                                                            | um 1202                                            | 1368, 1525 und im Dreißigjährigen Krieg jeweils gebrandschatzt und wiederaufgebaut. Ab 1714 persönlicher Besitz der bayerischen Kurfürsten; bis 1750 abgebrochen                                              |      |
| Burgruine Altenschönegg            | Oberschönegg                  | Burg                                                                 | um 1220                                            | 1462 Bau des Bergfrieds, 1809 restauriert und als Aussichtsturm erhalten. |      |
| Schloss Babenhausen                | Babenhausen                   | Schloss                                                              | 1237                                               | 1541 Aus- und Umbau, 1845 im Stil der Neugotik gestaltet. Heute Fuggermuseum. |      |
| Schloss Bedernau                   | Breitenbrunn                  | Schloss                                                              | 16. Jahrhundert                                    | 1764/1765 umgebaut, 1966–1968 stark verändert. |      |
| Schloss Boos                       | Boos                          | Schloss                                                              |                                                    | Privatbesitz. |      |
| Burgstall Falken                   | Ittelsburg                    | Burgstall                                                            | 10. Jahrhundert                                    | 1487 abgebrannt, wieder aufgebaut 1496, erneuert 1505. Ab 1821 als Steinbruch genutzt. Abgegangen, Bodendenkmal.                                                                                              |      |
| Schloss Fellheim                   | Fellheim                      | Schloss                                                              | 1557                                               | 1633 zerstört, ab 1635 wieder aufgebaut. Um 1875 erneuert. |      |
| Burgstall Felsenberg               | Wolfertschwenden-Niederdorf   | Burgstall                                                            | um 1370                                            | 1424 verfallen. Bodendenkmal. |      |
| Schloss Frickenhausen              | Lauben                        | Schloss                                                              | 1480                                               | Seit 1789 Pfarrhaus. Erhalten. |      |
| Turmhügel Ghagburg                 | Babenhausen-„Kreuzlesberg“    | Höhenburg (Turmhügelburg)                                            | Mittelalterlich                                    | Abgegangen, Turmhügel mit Graben und Wall erhalten |      |
| Hohes Schloss Bad Grönenbach       | Bad Grönenbach                | Schloss                                                              | um 1280                                            | Anstelle einer Vorgängerburg erbaut. 1525 beschädigt. 1803–1878 Landgericht. Seit 1996 Gemeindebesitz mit verschiedenen Nutzungen, Standesamt.                                                                |      |
| Unteres Schloss Bad Grönenbach     | Bad Grönenbach                | Schloss                                                              | 1563                                               | Unverändert erhalten, Privatbesitz. |      |
| Burgstall Hahnentanz               | Ittelsburg                    | Burgstall                                                            | 10. Jahrhundert                                    | Abgegangen, Bodendenkmal. |      |
| Schloss Holzgünz                   | Holzgünz                      | Schloss                                                              | 1586                                               | Seit 1680 Brauerei mit Gaststätte. |      |
| Burgstall Hundsmoor                | Ungerhauser Wald              | Höhenburg (Spornburg)                                                | Burgadel 1081 genannt                              | Abgegangen, Ringgraben und Wall erhalten |      |
| Burgstall Im Buschel               | Bad Grönenbach-Zell           | Burgstall                                                            | vor 1453                                           | Abgegangen, Bodendenkmal. |      |
| Fliehburg Ittelsburg               | Ittelsburg                    | Burgstall                                                            | etwa 500 v. Chr.                                   | Abgegangen. Bodendenkmal, Wälle und Gräben sichtbar. |      |
| Schloss Kirchheim                  | Kirchheim in Schwaben         | Schloss                                                              | 1578–1583                                          | 1585 weiterer Ausbau. 1852 Abbruch Nordflügel und Teil des Westflügels. Noch heute von der Familie Fugger bewohnt.                                                                                            |      |
| Schloss Kronburg                   | Kronburg                      | Schloss                                                              | vor 1227                                           | Zunächst als Burg errichtet, bereits 1396 verlassen, 1466 Ruine. Wiederaufbau als Schloss ab 1540. 1704 stark beschädigt und niedriger wieder aufgebaut. Privatbesitz, Museum und kulturelle Veranstaltungen. |      |
| Schloss Künersberg                 | Memmingerberg                 | Herrenhaus                                                           | 1741                                               | Ab 1745 Unternehmervilla zur Künersberger Fayencemanufaktur bis 1799. Privatbesitz. |      |
| Neues Schloss Lautrach             | Lautrach                      | Schloss                                                              | 1781–1784                                          | Zunächst Propstei und Jagdschloss, ab 1838 Erziehungsanstalt für höhere Töchter, ab 1840 auch Knabeninstitut. Nach wechselnden Besitzern seit 1993 Managementzentrum und Tagungshotel.                        |      |
| Schloss Markt Wald                 | Markt Wald                    | Schloss                                                              | um 1660                                            | Im Besitz der Familie Fugger, Forstverwaltung. |      |
| Schloss Mattsies                   | Tussenhausen-Mattsies         | Schloss                                                              | Vorgänger 1246 urkundlich; nach 1525 Schlossneubau | Privatbesitz |      |
| Schloss Memmingerberg              | Memmingerberg                 | Schloss                                                              |                                                    | |      |
| Schloss Mindelburg                 | Mindelheim                    | Schloss                                                              | 12. Jahrhundert                                    | 1305 zerstört, 1370 wieder aufgebaut. Seit 1950 Privatbesitz. |      |
| Burgstall Neuittelsburg            | Ittelsburg                    | Burgstall                                                            | um 1102                                            | Um 1500 abgegangen. Bodendenkmal. |      |
| Rotes Schlössle                    | Memmingerberg                 | Schloss                                                              | 1776                                               | |      |
| Burgruine Rothenstein              | Bad Grönenbach                | Burg                                                                 | vor 1037                                           | 1632 beschädigt und nach 1646 aufgegeben und zur Ruine verfallen. Mauer- und Turmreste 1873 eingestürzt. Heute Ruine mit wenigen Mauerresten.                                                                 |      |
| Burgstall Siebnach                 | Ettringen-Siebnach-„Buchberg“ | Höhenburg (Spornburg)                                                | Frühmittelalterlich                                | Abgegangen, Halsgraben und Wälle erhalten |      |
| Burgstall Stumpfbühl               | Ittelsburg                    | Burgstall                                                            | 12. Jahrhundert                                    | 1442 niedergebrannt und abgegangen. Bodendenkmal. |      |
| Schloss Trunkelsberg               | Trunkelsberg                  | Schloss                                                              | vor 1657                                           | Vorgängerbau 16. Jahrhundert. Heutiges Aussehen 19. Jahrhundert. Privatbesitz. |      |
| Schloss Türkheim                   | Türkheim                      | Schloss                                                              |                                                    | |      |
| Schloss Ungerhausen                | Ungerhausen                   | Schloss                                                              |                                                    | |      |
| Burgstall Unterschönegg (Schönegg) | Babenhausen-Unterschönegg     | Höhenburg (Spornburg), zuvor vor- und frühgeschichtliche Befestigung | Mittelalterlich                                    | Abgegangen, ehemals durch Gräben getrennte mehrteilige Burganlage, davon Gräben und Wälle erhalten |      |
| Wachterschlößle                    | Memmingerberg                 | Schloss                                                              | von 1520 bis 1542 errichtet                        | |      |
| Burgstall Wolfertschwenden         | Wolfertschwenden              | Burgstall                                                            | 10. Jahrhundert                                    | Bodendenkmal. |      |
| Fliehburg (Woringen)               | Woringen                      | Burgstall                                                            | etwa 500 v. Chr.                                   | Abgegangen. Bodendenkmal, Wälle und Gräben sichtbar. |      |
| Untere Burg Woringen               | Woringen                      | Burg                                                                 | 14. Jahrhundert                                    | Vormals Wasserburg, Graben nach 1709 verschüttet. Seit 1920 in Gemeindebesitz. |      |